# Chiesa dei Santi Nazaro e Celso (Verona)
La chiesa dei Santi Nazaro e Celso è un luogo di culto cattolico di Verona situato nel quartiere di Veronetta, sulla strada che conduce a porta Vescovo. L'origine è collocabile intorno al VII secolo quando un primo, semplice edificio monastico sorto in epoca longobarda venne realizzato ai piedi del prospiciente monte Castiglione. Parte di questo sacello, originariamente dedicato a San Michele Arcangelo, sopravvive tuttora con i suoi affreschi e i suoi pavimenti musivi. Si trattava probabilmente di un martyrion dedicato alla venerazione delle reliquie dei Santi Nazaro e Celso.
Accanto a questo primo edificio vi era una chiesa fatta costruire dai monaci durante la dominazione longobarda, forse in stile romanico, di cui nulla oggi è rimasto se non prove della sua esistenza nel Versus de Verona (fine del VIII secolo) e nell'iconografia rateriana (prima metà del X secolo). La prima menzione archivistica della comunità monastica annessa risale a un documento del 1035, mentre fonti successive raccontano di un monastero in crescita grazie ad alcuni beneficium. Con un diploma del 24 maggio 1111 passò sotto la protezione diretta dell'imperatore Enrico V di Franconia in un vero e proprio rapporto vassallatico. Nel XIII secolo Ezzelino III da Romano, da poco entrato a Verona, spogliò la comunità dei monaci dei propri vasti possedimenti ed esiliò l'abate, in quanto preoccupato del suo crescente potere e della sua avversione. Con il successivo avvento degli scaligeri il monastero riebbe le sue proprietà ma si evitò di riconfermargli il potere politico di un tempo. Dopo oltre un secolo di declino, nel 1444, papa Eugenio IV dispose che la comunità benedettina veronese venisse unita con la più ricca abbazia di Santa Giustina di Padova: ciò dette ai monaci un nuovo slancio che permise loro nel 1464 di demolire la precedente chiesa romanica e iniziare la costruzione dell'edificio odierno, la cui consacrazione avvenne il 19 gennaio 1483. Nel 1767 venne soppresso il monastero benedettino e i beni acquisti dalla Repubblica di Venezia per poi essere in parte ceduti quattro anni dopo alle monache benedettine di San Daniele, le quali apportarono alcuni restauri. L'editto di Napoleone del 1810 sciolse definitivamente il monastero, che venne demolito per lasciare posto alla sola chiesa.
L'attuale edificio venne realizzato in un misto di stile gotico e rinascimentale. Il portale, inserito in una sobria facciata, è raggiungibile attraversando il sagrato, racchiuso da un alto muro che lo separa dalla strada. L'interno è diviso in tre navate, che conducono a un transetto che si interpone tra il piedicroce e il presbiterio. Sul fianco di ogni navata laterale sono collocati cinque altari, ognuno dei quali è arricchito dalla presenza di una pala d'altare sovrastata da una lunetta, dipinte da celebri pittori veronesi, tra cui Antonio Badile, Orlando Flacco, Battista del Moro e Domenico Brusasorzi. La volta del presbiterio e il catino absidale vennero affrescati da Paolo Farinati, che realizzò anche le due tele poste ai lati del coro. Al termine del braccio destro del transetto si apre la cappella di San Biagio, completata nel 1508 per ospitare le reliquie dei martiri San Biagio e Santa Giuliana, giunte qui nel 1174. La cappella è riccamente decorata da un ciclo pittorico a cui lavorarono, tra gli altri, Falconetto, Domenico e Francesco Morone, Paolo Morando, Bartolomeo Montagna, Francesco Bonsignori, Girolamo dai Libri e Moretto.

## Storia

### Origine: ilmartyriondi San Michele

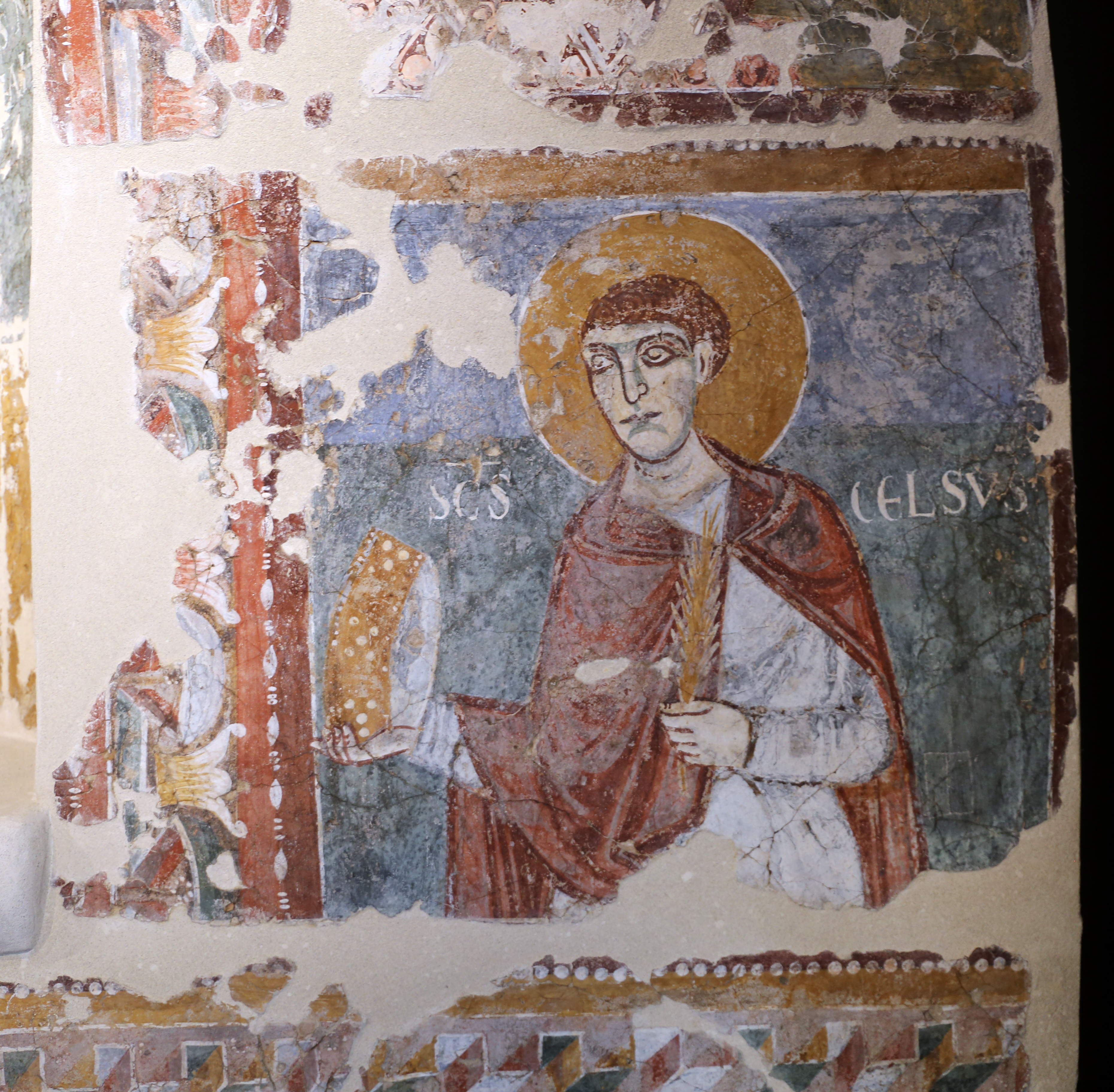
Secondo strato degli affreschi sulla parete del sacello dei Santi Nazaro e Celso (oggi al Museo degli affreschi G.B. Cavalcaselle)

L'attuale edificio risale al XV secolo ma è solo l'ultimo di una serie di fabbricati religiosi che si susseguirono nei secoli. L'origine della chiesa dei Santi Nazaro e Celso è infatti molto antica e può essere ricondotta alla realizzazione di un primo, semplice edificio ai piedi del monte Castiglione, nel cui tufo venne scavata l'abside, e originariamente dedicato a San Michele Arcangelo. Probabilmente si trattava di un martyrion dedicato alla venerazione delle reliquie dei Santi Nazaro e Celso e risalente all'epoca paleocristiana, tra il VI e il VII secolo, agli albori del cristianesimo. Oltre che dall'abside, questo edificio era costituito da un buio androne cruciforme in muratura con transetto e copertura a volta a botte. Le pareti erano decorate da cicli di affreschi in strati sovrapposti, di varie epoche, che in parte vennero staccati nel 1881 e spostati nella ex chiesa di San Francesco al corso presso il museo degli affreschi Giovanni Battista Cavalcaselle, mentre parti del pavimenti a mosaico rimangono sul posto. Accanto a questo martyrion doveva trovarsi un rudimentale monastero.
Secondo quanto ricostruisce Carlo Cipolla, questo sacello (da alcuni indicato anche come "grotta" o come "cappella") venne profondamente danneggiato dalle invasioni degli Ungari e in particolare durante quella del 933, per poi essere restaurato per volere del vescovo di Verona Otberto, che promosse anche la realizzazione degli affreschi. Cipolla deduce questo grazie a una scritta del 996 trovata sul posto e oramai perduta che recitava: «ANN. AB INCARNC dNi NRI DCCCCXCVI. INDIC X». Tuttavia i due strati di intonaco che si riscontrano suggeriscono che ai primi antichi affreschi se ne aggiunsero di ulteriori che possono essere datati intorno al 1180.

### Periodo basso medioevale: primitivo edificio romanico

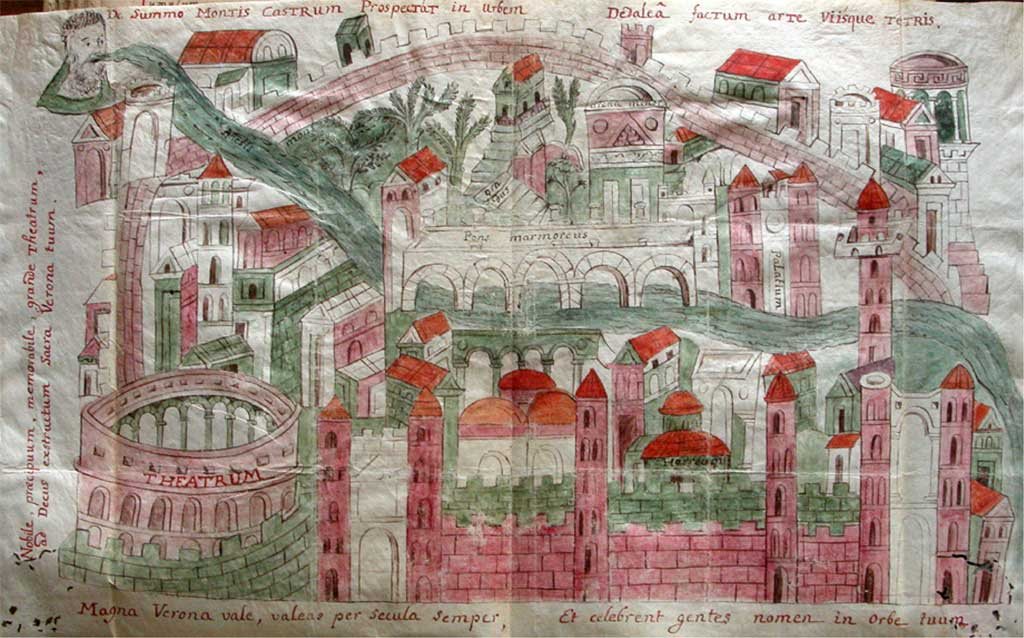
Iconografia rateriana, la più antica rappresentazione visuale di Verona (prima metà del X secolo); è visibile la primitiva chiesa dei Santi Nazaro e Celso

Nessun documento è pervenuto riguardo al primitivo insediamento monastico alto medioevale, tuttavia il complesso religioso viene citato nel Versus de Verona, un poema della fine del VIII secolo, ed è ben riconoscibile nella cosiddetta iconografia rateriana, la più antica rappresentazione grafica di Verona, realizzata dal vescovo Raterio intorno alla prima metà del X secolo.
Agli inizi dell'XI secolo, il progressivo aumento della popolazione spinse i monaci benedettini a promuovere la realizzazione di un nuovo edificio di maggiori dimensioni rispetto al precedente. Tale iniziativa venne portata a termine durante gli ultimi anni dell'episcopato del vescovo Giovanni, mentre primo abate ne fu un certo Mauro. Con ogni probabilità questa chiesa doveva essere impostata su una tradizionale pianta basilicale a cinque navate e doveva rispettare le caratteristiche dell'architettura romanica, ma nulla di più sappiamo, così come nulla sappiamo circa l'istituzione della comunità benedettina in loco. La prima menzione conosciuta dell'esistenza della comunità monastica benedettina aggregata alla chiesa, infatti, risale a un documento del 1035 in cui si attesta che l'abate di quel tempo era il già citato Mauro. Le fonti successive raccontano di un monastero in netta crescita grazie all'attribuzione di alcuni beneficium nella provincia concessi dai vescovi che si succedettero a capo della diocesi veronese.

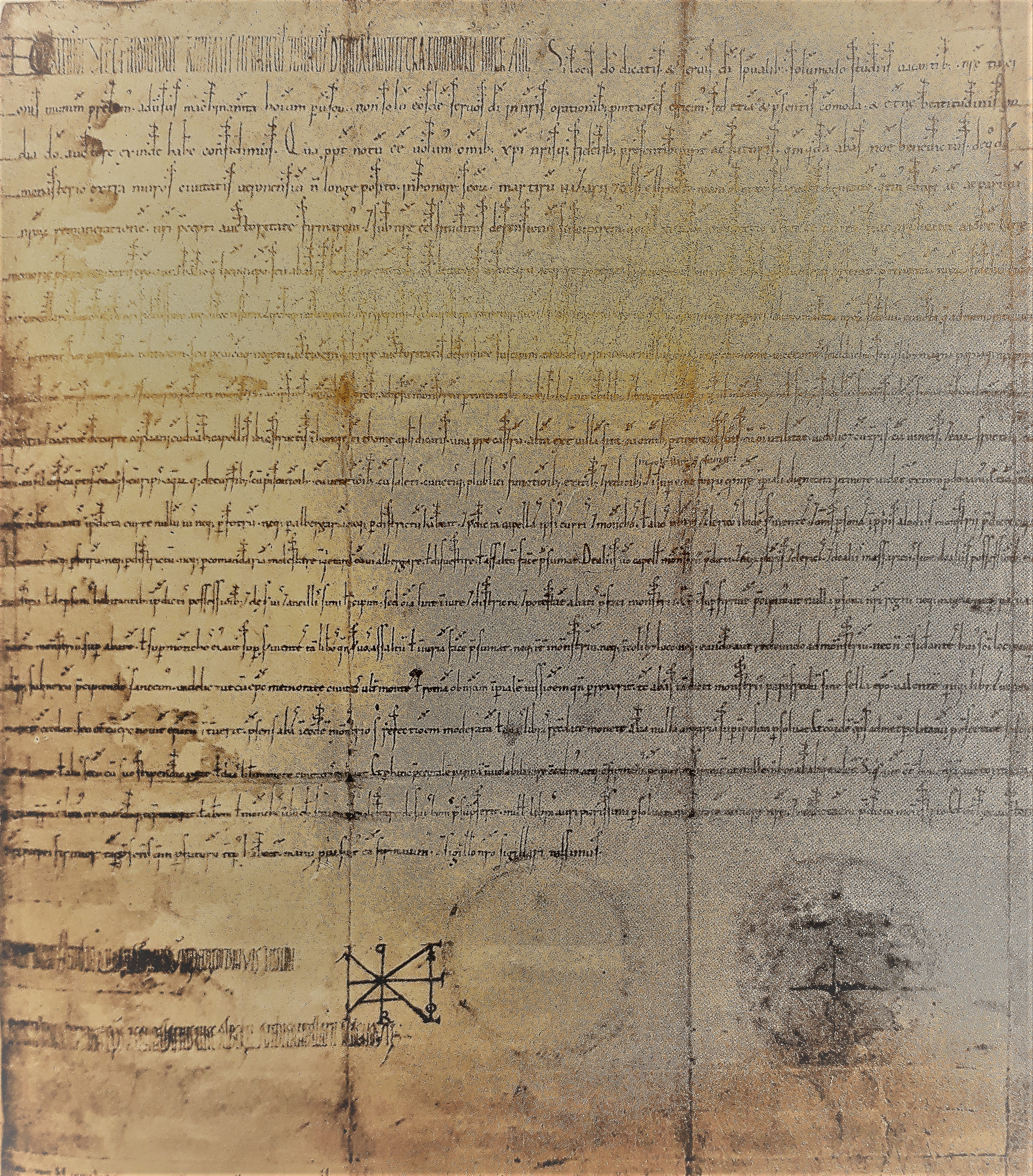
Diploma imperiale emanato il 24 maggio 1111 dall'imperatore Enrico V con cui poneva il monastero sotto la sua protezione

Con un diploma del 24 maggio 1111 il monastero passò sotto la protezione diretta dell'imperatore Enrico V di Franconia: questo atto specificò come nessun'altra autorità, vescovo compreso, potesse rivendicare alcun potere giurisdizionale su di esso e sui suoi beni, inoltre conferì all'abate il potere di amministrare la giustizia, sia civile sia criminale, in un vero rapporto vassallatico. Tale rapporto era confermato da alcuni obblighi in capo all'abate che, seppur poco più che formali, erano tipici di questa posizione giuridica. Tra i vari obblighi, quello di celebrare una messa al giorno per l'imperatore e dodici nella ricorrenza della sua dipartita, e fornire un cavallo al vescovo veronese ogni qualvolta si fosse dovuto spostare su volere imperiale. L'abate inoltre aveva il potere di creare cavalieri e militi e quindi di costituire una propria milizia a difesa del monastero.
Una bolla papale di Adriano IV del 30 maggio 1158 confermava al monastero, allora retto dall'abate Clemente, i suoi privilegi e assicurava la protezione papale. A quel tempo il monastero possedeva un ostello e un ospedale, nel quale il 3 dicembre 1174 venne ospitato un barone tedesco di nome Bonifacio, facente parte del seguito dell'imperatore Federico Barbarossa in quella che passerà alla storia come la terza crociata. Bonifacio morì poco dopo, ma prima di spirare decise di fare omaggio all'abate che lo aveva assistito, padre Adriano, dei corpi dei martiri San Biagio e Santa Giuliana che aveva trafugato in Terrasanta. I monaci decisero di conservare provvisoriamente le preziose reliquie sotto l'altare maggiore.
Nel secolo successivo il monastero aveva acquisito una tale ricchezza e un tale potere che portò Ezzelino III da Romano, da poco entrato in Verona, a disporre l'esilio dell'abate Bonifacio, ritenuto politicamente avverso, e di confiscare i vasti possedimenti dell'abbazia. I monaci dovettero aspettare la salita al potere di Mastino I della Scala per ritornare in possesso dei propri beni, ma la signoria scaligera evitò di conferirgli qualsiasi potere politico.
Il XV secolo fu contrassegnato da una profonda decadenza del monastero, sia per quanto riguarda la propria dotazione economica sia per il numero di monaci, che andò inesorabilmente ad assottigliarsi. A nulla servirono gli sforzi dell'abate Bartolomeo Mazzetti, deceduto nel 1442, e dei benefici concessi da papa Martino V con la bolla dell'11 gennaio 1419. Nel 1444 papa Eugenio IV dispose che il monastero dei Santi Nazaro e Celso venisse unito con la prestigiosa abbazia di Santa Giustina di Padova, la quale godeva di ben maggiori fortune.

### La realizzazione dell'edificio attuale

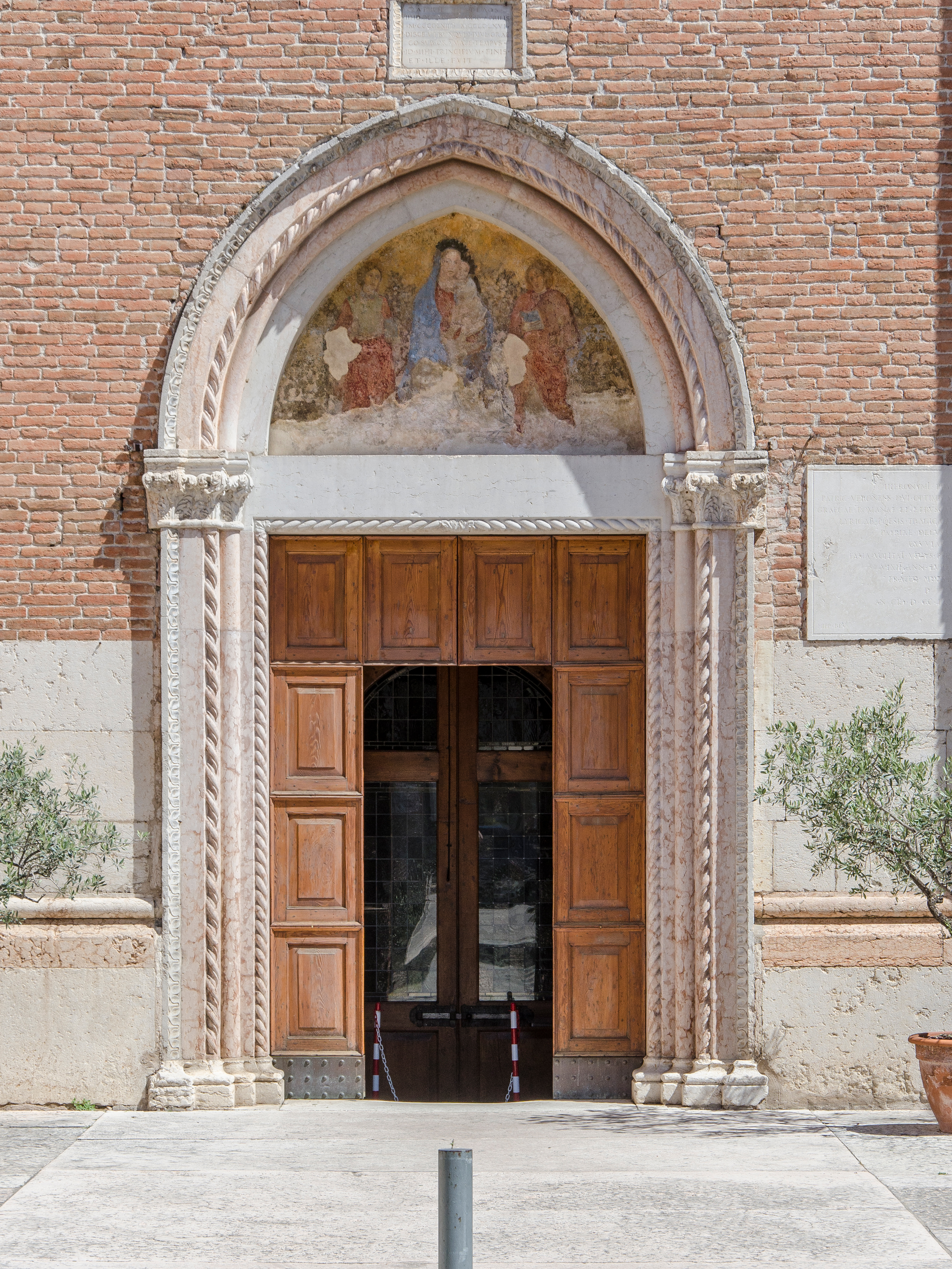
Portale dell'attuale chiesa, si noti sopra di esso l'iscrizione che attesta la data della costruzione delle mura dell'edificio

L'unione con l'abbazia padovana dette nuova forza al convento, tanto che verso nella seconda metà del XV secolo si procedette con la realizzazione dell'edificio odierno. L'inizio dei lavori, ricordato in un'iscrizione posta sopra il portale di ingresso della facciata, avvenne il 15 ottobre 1464, poco dopo la demolizione del precedente edificio romanico. A quel tempo, Guglielmo da Milano ricopriva la carica di abate. Secondo quanto documentato sull'iscrizione, i lavori di realizzazione dei muri esterni si conclusero il 6 aprile 1466, tuttavia i lavori di rifinitura proseguirono per una ventina d'anni, durante i quali si alternarono momenti di interruzione e ripresa. L'apertura al culto avvenne il 19 gennaio 1483 alla presenza dell'abate Gianfrancesco, dell'arcivescovo di Durazzo Marco Cattaneo, vicario del vescovo veronese, e del cardinale Giovanni Michiel, che procedette con la consacrazione.
La nuova costruzione fu l'occasione per trovare una degna collocazione alle reliquie dei martiri giunte dalla Terrasanta, che vantavano una grande venerazione da parte dei veronesi. Si decise pertanto di conferire a Beltrame Jarola (detto Beltramo da Valsolda) la costruzione di una cappella dedicata; i lavori iniziarono il 7 marzo 1488 con Girolamo da Piacenza a capo del monastero. L'anno successivo si procedette a istituire una confraternita, denominata "di San Biagio", a cui conferire l'incarico di finanziare e sovrintendere l'edificazione. La cappella, di stile rinascimentale e collocata al termine del braccio di sinistra del transetto, venne completata venti anni dopo e il 24 aprile del 1508 vi si traslarono le sacre reliquie. La consacrazione era comunque avvenuta già il 30 luglio del 1491.

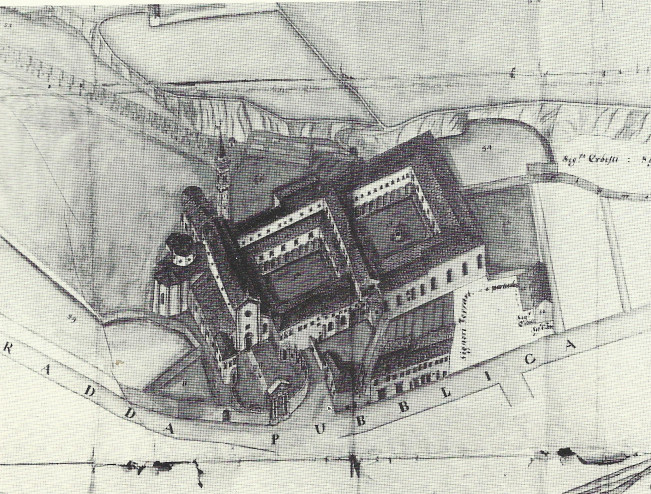
La chiesa dei Santi Nazaro e Celso in un disegno dei primi anni del 1700. Si notino gli edifici che costituivano il monastero di cui oggi non rimane molto

Oltre a questi importanti avvenimenti relativi alla vicenda edificatoria, negli stessi anni il monastero poté giovarsi di nuovi benefici: il 2 aprile 1498 papa Alessandro VI gli conferì la giurisdizione dell'abbazia benedettina di Badia Calavena; il vescovo Marco Corner concedette il titolo di parrocchia con fonte battesimale; infine Papa Paolo IV gli sottomise la pieve di Santa Maria di Tregnago. La ritrovata prosperità economica permise al monastero di realizzare l'attuale campanile, di effettuare alcuni interventi all'interno e di incaricare il celebre pittore Paolo Veronese di realizzare Cena in casa di Simone il fariseo, da collocarsi nel refettorio (oggi esposta alla Galleria Sabauda). Nella seconda metà del XVI secolo vengono effettuati diversi lavori che comprendono l'allungamento del presbiterio e la copertura del coro e dello stesso presbiterio tramite volte che verranno poi affrescate da Paolo Farinati nel 1575.
La devastante epidemia di peste che nel 1630 colpì gran parte d'Europa non risparmiò il monastero, che perse quasi tutti i suoi monaci. Nel 1736 si provvide al restauro della canonica. Per volere del governo veneto, nel 1767 venne infine soppresso il monastero benedettino e i beni acquisti dalla Repubblica veneta; quattro anni dopo, con atto rogato il 28 ottobre e per la somma di 14 500 ducati, le monache benedettine di San Daniele entrarono in possesso del monastero e della chiesa, procedendo a effettuare diversi restauri che molti critici non ritengono del tutto rispettosi dell'insieme architettonico. Infine, l'editto di Napoleone del 1810 sciolse definitivamente il monastero, i cui chiostri furono da lì a breve demoliti per lasciare posto alla sola struttura, che rimase a svolgere le funzioni di parrocchia.

## Esterni

### Sagrato

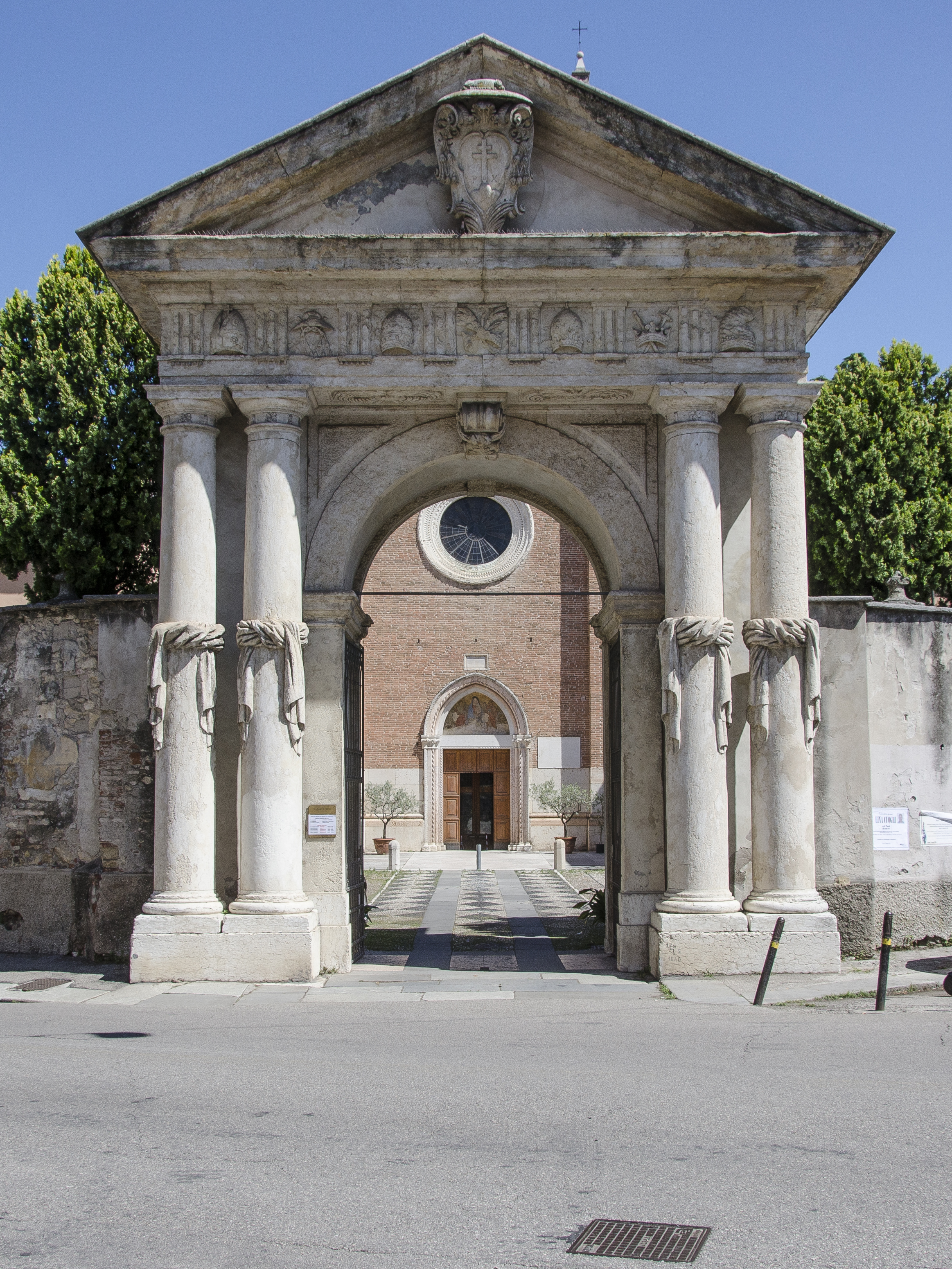
Portale attraverso il quale si accede al sagrato

Il nobile Francesco Moscardo finanziò l'ampio sagrato di forma ellittica antistante la chiesa, realizzato su progetto dell'architetto Antonio Saletti. Questo è racchiuso da un alto muro ritmato da lesene, a cui si accede attraverso un ampio e originale portale del 1688 in stile rinascimentale, composto da quattro colonne binate arricchite da due drappi annodati al fusto e poggianti su basi quadrate. Le colonne sorreggono una trabeazione di ordine dorico decorata con simboli ecclesiastici, con un frontone che racchiude il timpano decorato con la croce di Lorena, una variante dello stemma dell'ordine benedettino, e il motto «PAX».
Nel prospetto interno del muro di cinta si alternano paraste e nicchie vuote in cui, secondo le intenzioni del progettista, dovevano collocarsi delle statue. Le paraste terminano con delle cuspidi che superano il muro in altezza, a loro volta sormontate da una pietra sferica. Sulla fronte interna, sopra la chiave dell'arco, vi è una lapide in cui si legge: «PROSPECTVM HVVNC SITV SQVALIDVM // AC RUDERIBUS HORRIDUM // IN AMOENIOREM FORTUNAM // ABBAS ET MONACHI RESTITVERVNT // ANNO SALVTIS MDCLXXXVIII // FRANCISCO MOSCARDO CO PROTECTORE».

### Facciata

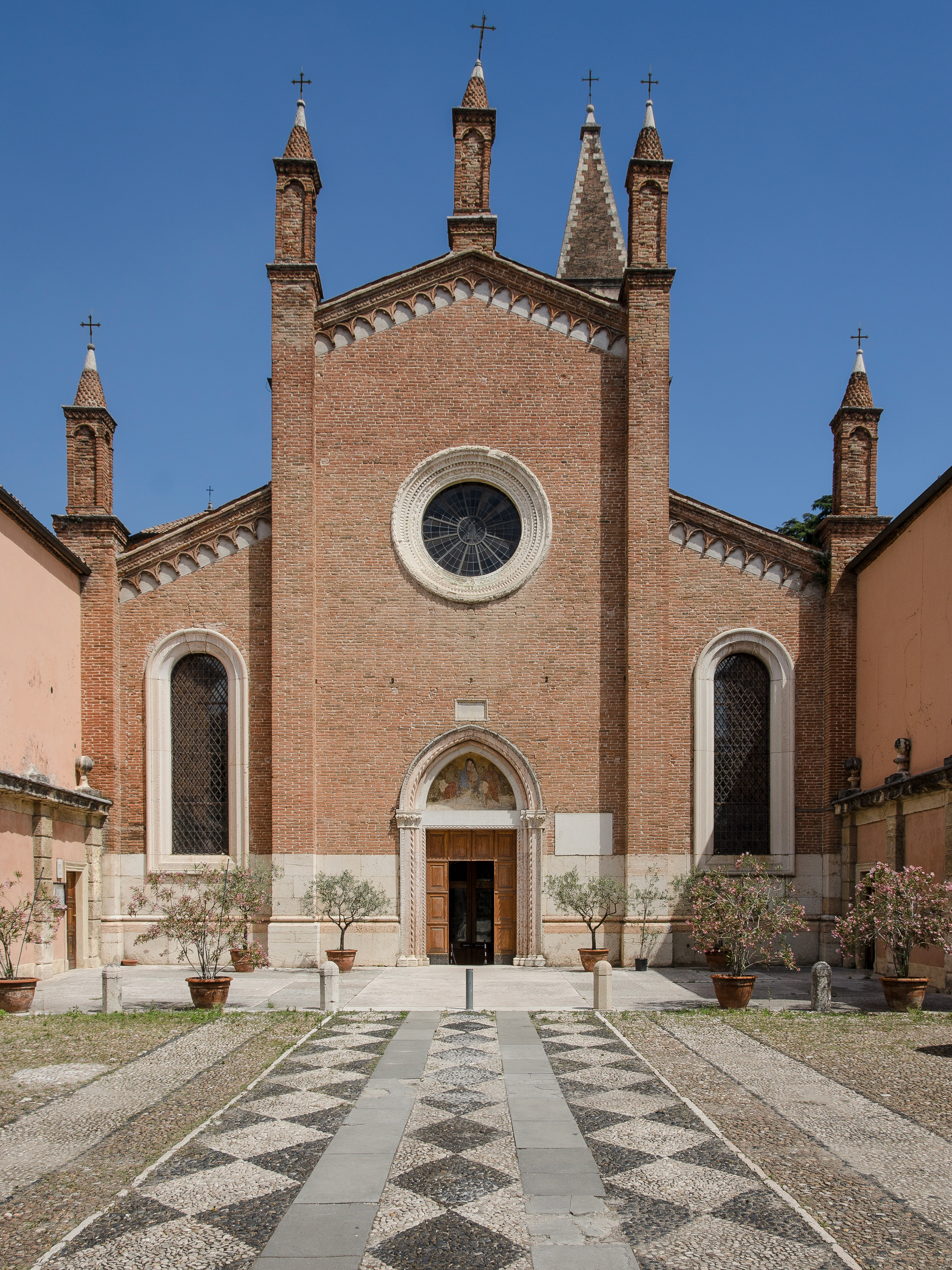
Facciata della chiesa

La sobria facciata in cotto si presenta divisa, tramite paraste, in tre fasce verticali corrispondenti alle navate interne, la cui centrale risulta nettamente più alta rispetto alle due laterali. Sotto gli spioventi vi è una decorazione costituita da archetti rampanti leggermente aggettanti e ortogonali all'inclinazione del tetto, mentre sopra la gronda cinque pilastrini decorati con un arco trilobato sorreggono alti pinnacoli che terminano con una croce. Centralmente vi è un'ampia apertura rotonda, racchiusa in una cornice in marmo strombata con anelli concentrici, che richiama l'architettura gotica lombarda.
Sotto di essa si apre il portale in stile neogotico racchiuso in un arco acuto lievemente strombato e sorretto da piedritti costituiti da colonnine tortili accostati a pilastrini lisci, terminanti in capitelli su cui sono scolpiti motivi floreali. Tra il portale e il vertice dell'arco vi è una lunetta affrescata, opera oramai rovinata di Paolo Ligozzi, in cui ha rappresentato la Beata Vergine col Figlio e ai lati i Santi Nazaro e Celso. Sopra il portale, nel 1466, venne posta una lapide a ricordo del completamento della struttura muraria della chiesa, mentre sul lato destro vi è un elogio del poeta Girolamo Pompei. Lateralmente si aprono due grandi finestroni a tutto sesto con cornice marmorea che illuminano le navate interne.

### Campanile

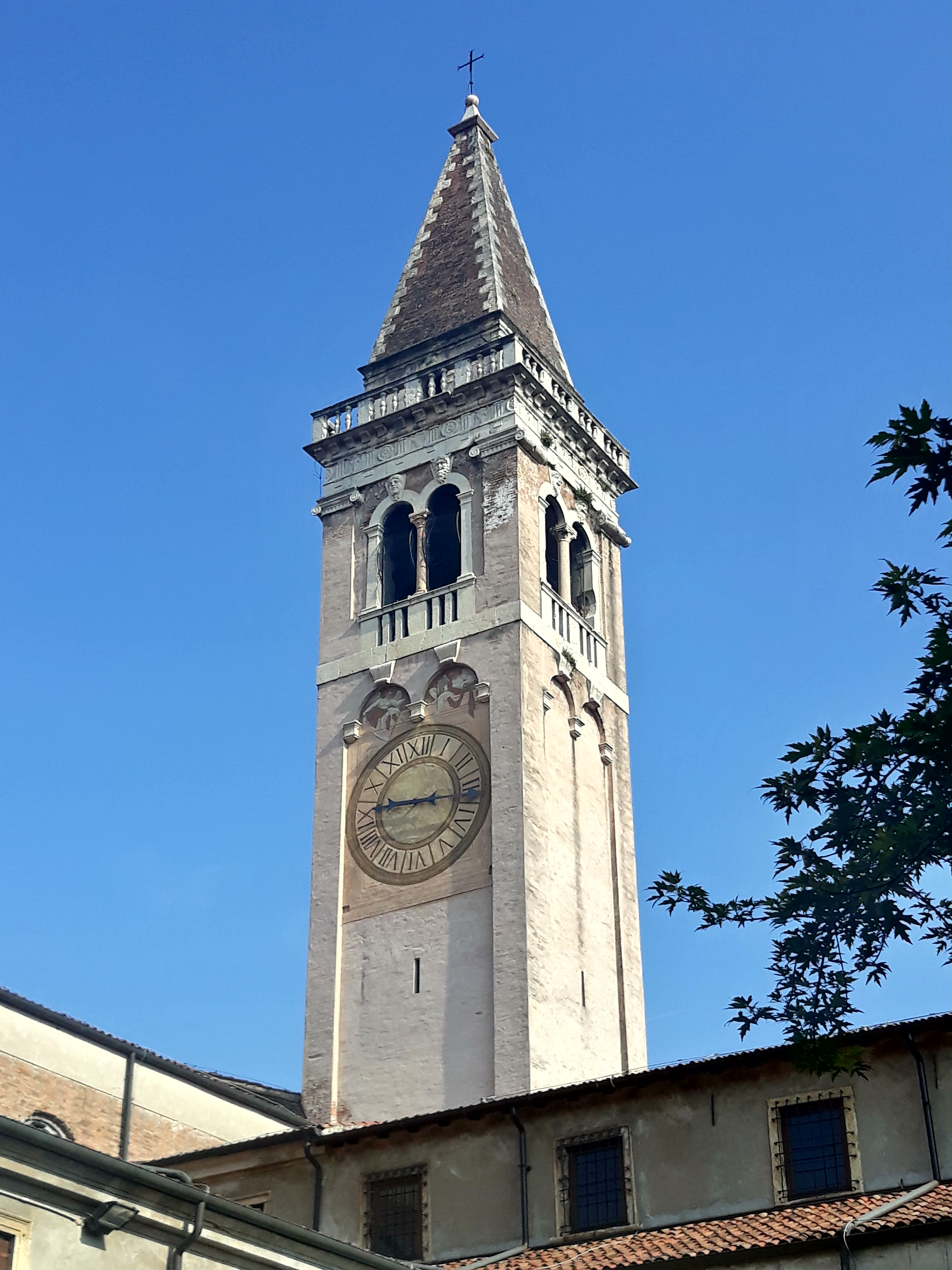
Il campanile della chiesa

Il caratteristico e originale campanile rinascimentale venne commissionato nel novembre del 1550 dall'abate padre Mauro Vercelli all'architetto Francesco da Castello, discendente di una famiglia di lapicidi originaria della Lombardia, mentre la fornitura e la lavorazione delle pietre bianche furono affidate ai fratelli Gadin di Sant'Ambrogio di Valpolicella. La torre è caratterizzata da un alto fusto realizzato in laterizio, in cui ogni prospetto è racchiuso tra due lesene e terminante in alto con due archi, dove i peducci che li sorreggono e i conci di chiave sono in materiale lapideo. La cella campanaria è invece caratterizzata da un'apertura a bifora per ogni lato che presentano dei mascheroni posti sulle chiavi di volta. Sopra la cella corre un fregio composto da metope e triglifi su cui si innalza una loggetta con una balaustra leggermente sporgente. Infine, il campanile termina con una pigna piramidale a base quadrata realizzata in cotto con costoloni in pietra bianca di raccordo tra i quattro lati. Caratteristica unica tra i campanili della città di Verona è la presenza dell'orologio sul fusto.
La cella campanaria, in tipico stile quattrocentesco, ospita un insieme di sei campane intonate secondo la scala musicale di Re3 calante. Fuse nel 1849 dalla ditta Cavadini, vengono tuttora suonate manualmente secondo la tecnica dei concerti di Campane alla veronese.

## Interni

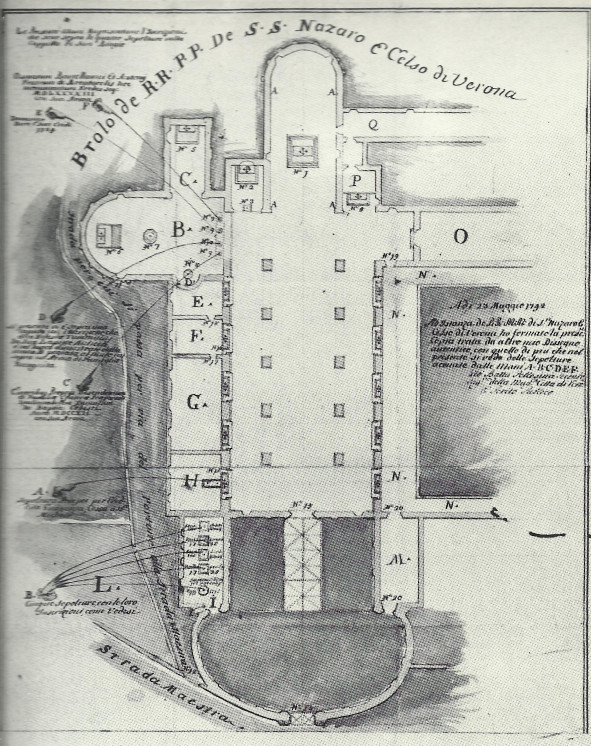
Planimetria della chiesa. Alla lettera B la cappella di San Biagio, alla lettera O la sagrestia

Il quattrocentesco edificio chiesastico è disposto su tre navate terminanti in tre absidi, il tutto coperto da volte. Le navate sono di sei campate ciascuna e scandite da pilastri con lesene di ordine dorico. Questi sorreggono a loro volta lesene di ordine ionico, su cui si impostano gli archi di cintura delle volte della navata centrale. Le arcate trasversali delle navate minori sono invece acute.
La navata centrale, oltre che dall'occhio aperto sulla facciata, è illuminata dalle finestrelle rotonde poste in corrispondenza di ogni campata, nel sottarco della volta. Lungo le pareti delle navate laterali sono posti, leggermente rientranti, cinque altari tutti incorniciati da lesene a specchio decorate nel fusto e che sorreggono un capitello. Le due navate minori ricevono luce esclusivamente da due grandi finestroni ad arco a tutto sesto inseriti nella facciata. Il piedicroce termina in un transetto il cui braccio sinistro si conclude con una balaustra che lo separa dalla cappella di San Biagio, mentre quello destro conduce alla sagrestia.

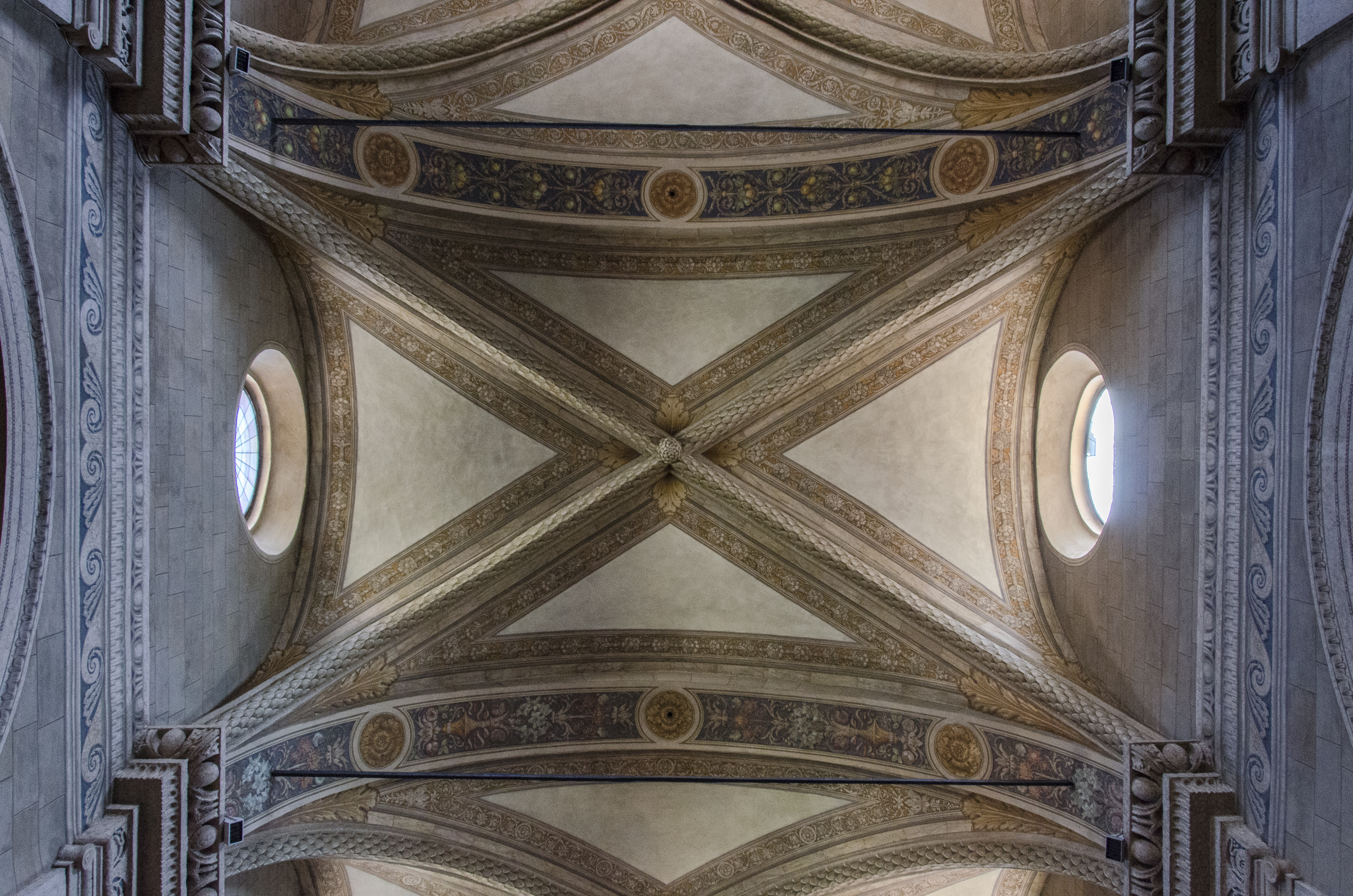
La copertura voltata della navata centrale

Il presbiterio è di forma rettangolare così come lo è il coro. Ai lati del presbiterio si aprono de piccole cappelle poste in continuazione delle due navate laterali. La chiesa termina con un'abside semicircolare con catino. L'attuale pavimento venne posato nel 1843.
L'organo della chiesa, posto nella cantoria sopra la porta di ingresso, è una realizzazione del 1852 del vicentino Gian Battista De Lorenzi e presenta due ante dipinte da Battista Brusasorzi in cui sono raffigurati degli angeli musicanti posti dietro una balconata di un loggiato. Sono inoltre presenti tre confessionali realizzati in noce e risalenti al XVI secolo. Appena entrati, infine, si incontrano due acquasantiere in marmo rosso di Verona, anch'esse del cinquecento. Le tavole della via crucis vennero dipinte nel 1820.

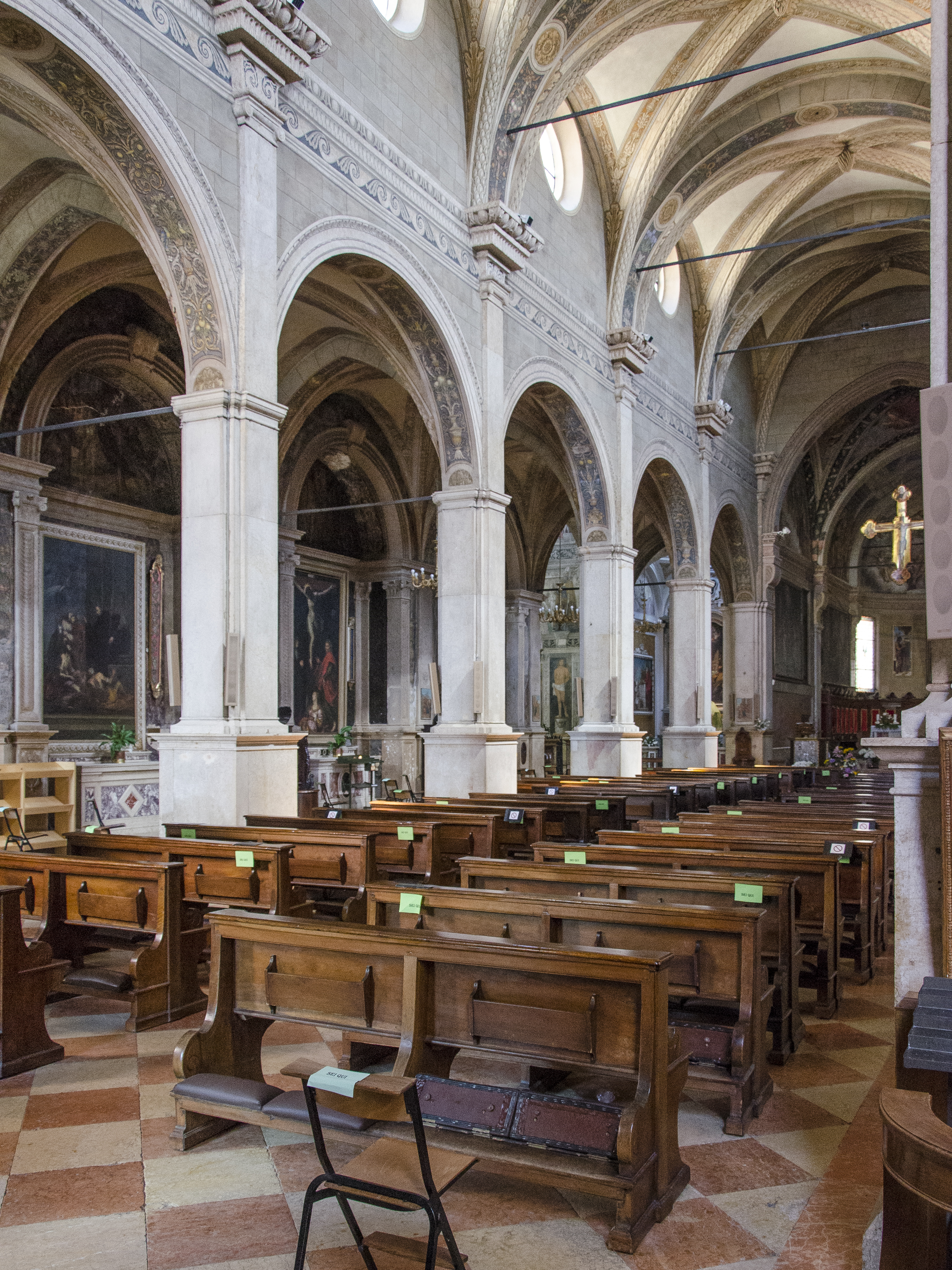
Navata sinistra
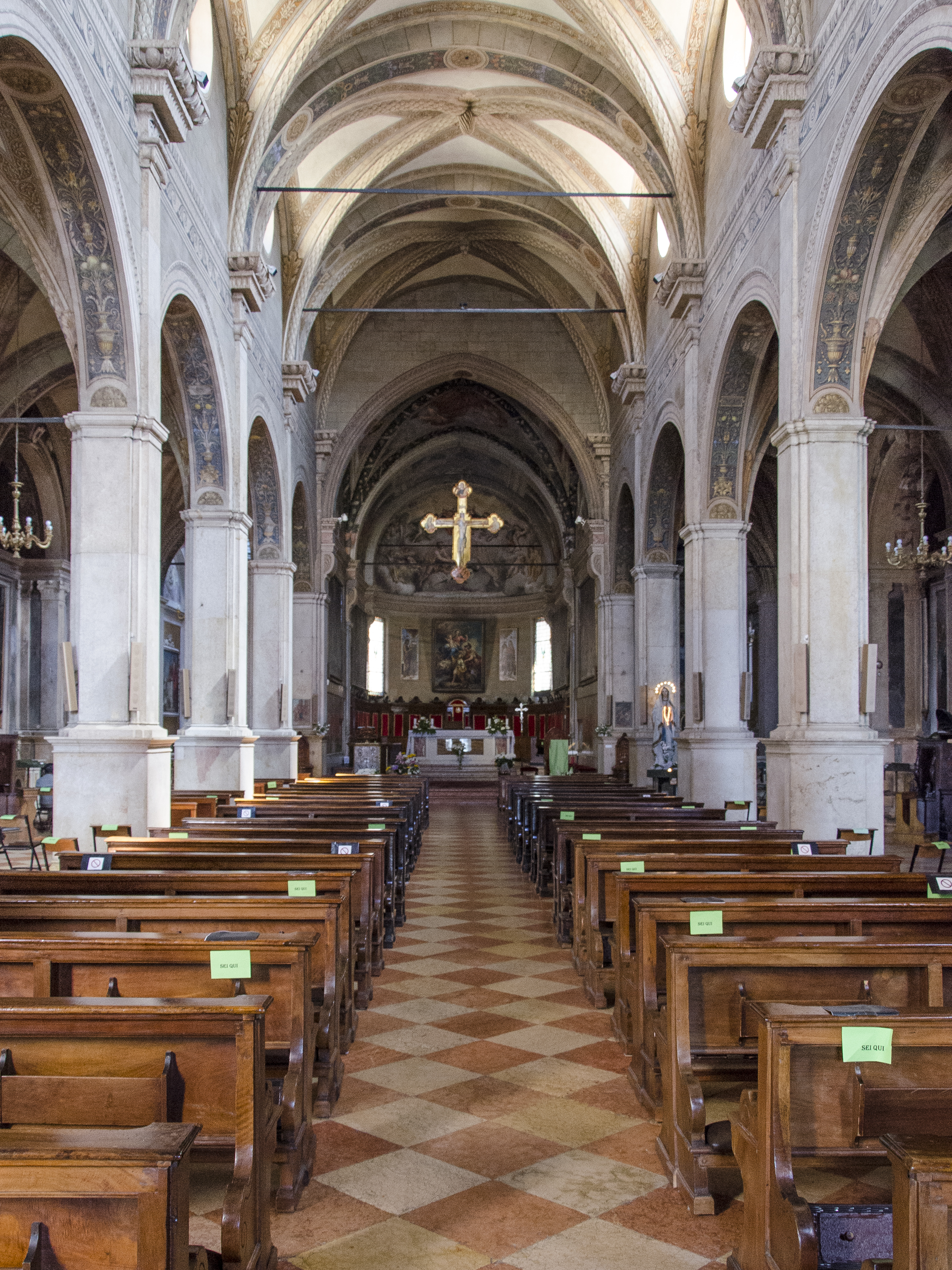
Navata centrale
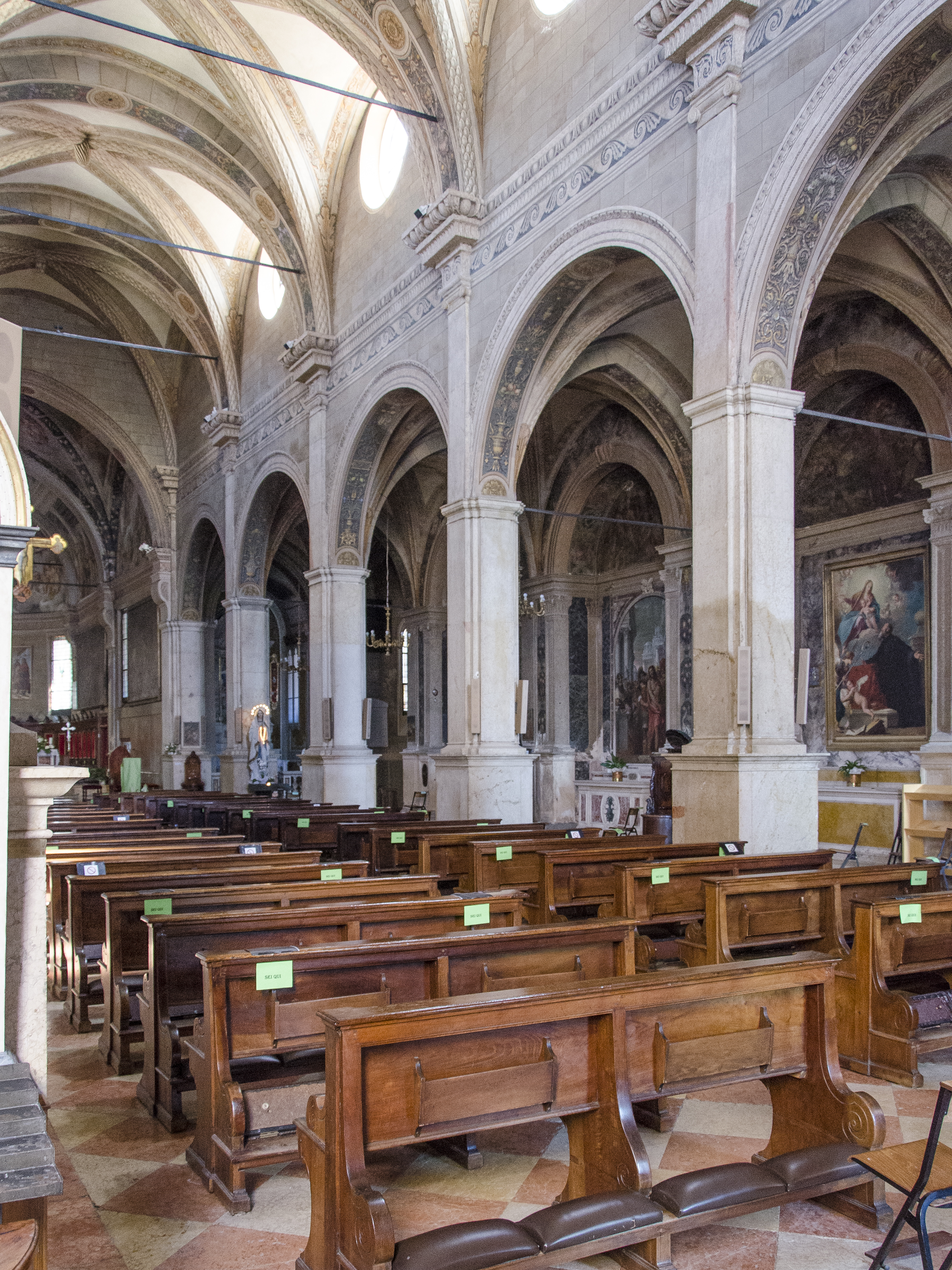
Navata destra
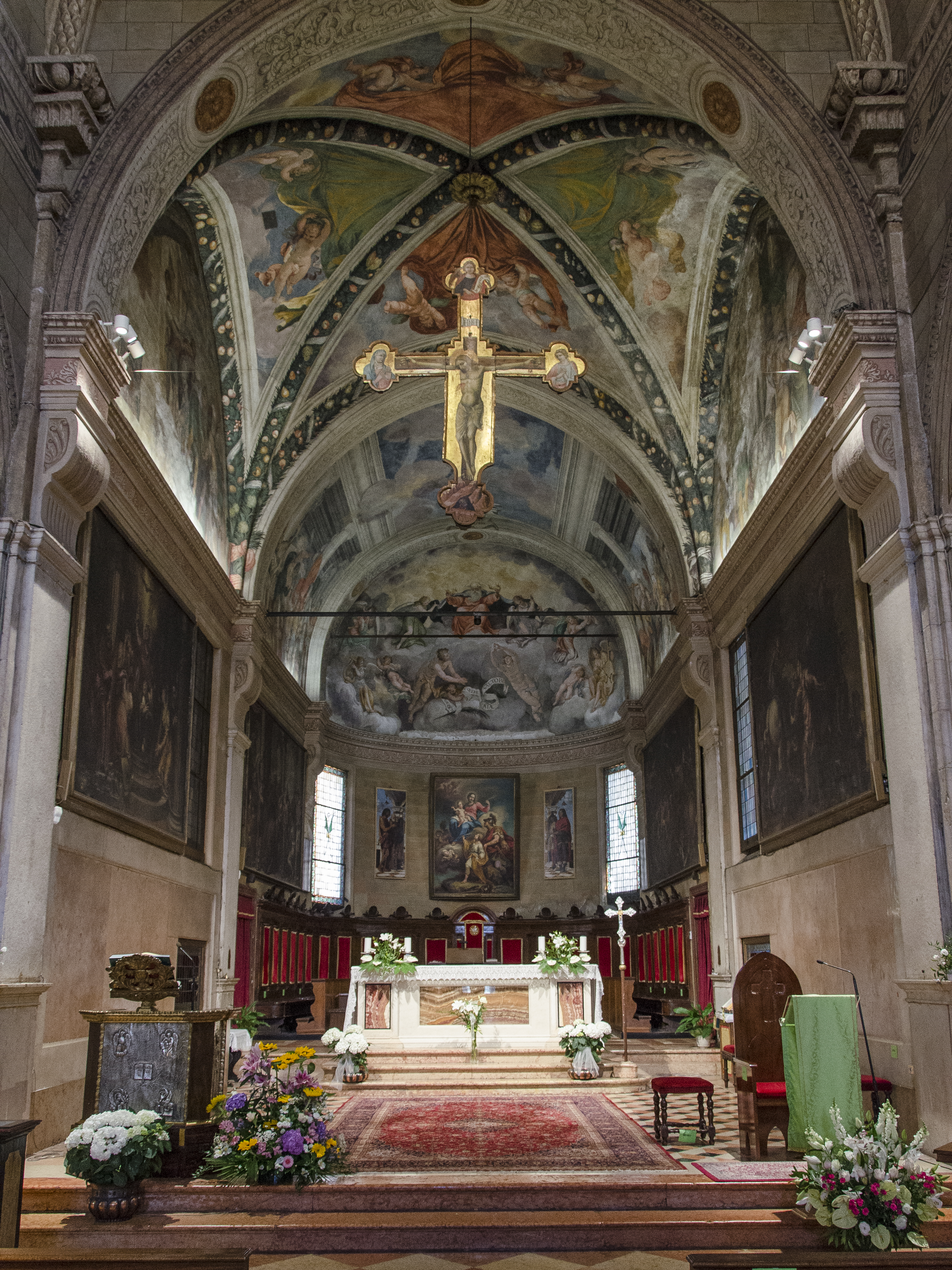
Presbiterio

### Altari della navata di sinistra

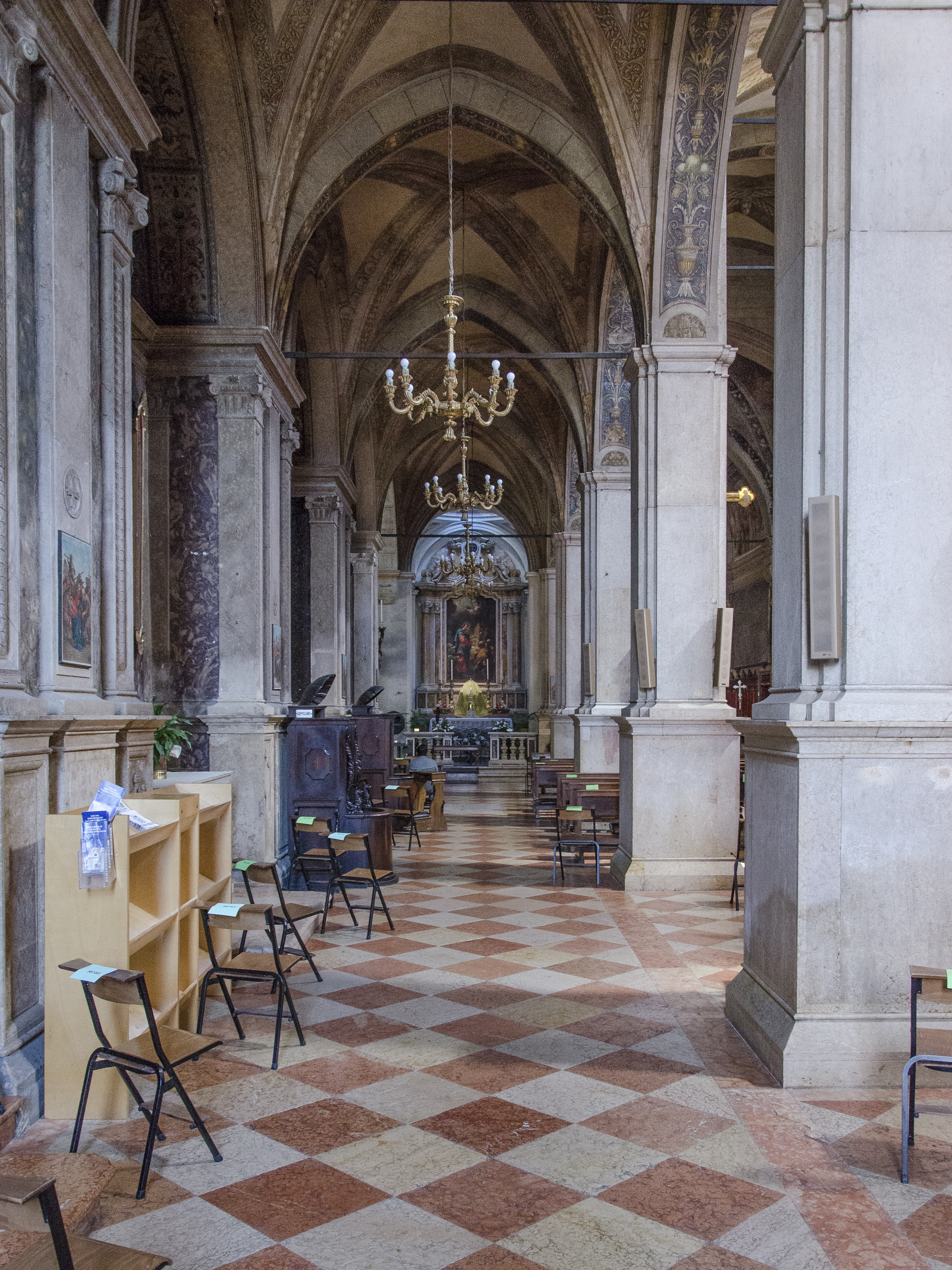
Navata di sinistra

Nel primo altare che si incontra sulla navata di sinistra è collocata una pala d'altare, databile intorno al 1580, di Michelangelo Aliprandi raffigurante una Beata Vergine allattante in trono e ai lati i santi Rocco e Sebastiano sormontata da una lunetta, sempre di Aliprandi, con il battesimo di Cristo. In entrambe le opere si nota come l'autore tragga ispirazione dagli esponenti della scuola veronese come Caroto, dai Libri e il suo maestro, il celebre pittore Paolo Veronese, pur attestandosi a un risultato qualitativo di più modesto rilievo. Sul primo pilastro della navata vi è appeso un dipinto a olio su tela di anonimo del XV secolo, probabilmente un imitatore di Stefano da Verona, con raffigurata una Madonna col Bimbo tra le braccia.
La pala del secondo altare è invece una pregevole opera firmata e datata 1545 dal pittore Antonio Badile in cui è rappresentata La Beata Vergine col Figlio in gloria e i santi Battista, Antonio Abate, Benedetto e Biagio e tradizionalmente conosciuta come pala di san Biagio. Sul retro vi sono riportate informazioni sulla data di realizzazione e di collocazione. La tela, prettamente manieristica, richiama l'arte lombarda e in particolare lo stile di Moretto da Brescia. Il dipinto della lunetta, Le tentazioni di Sant'Antonio abate, è invece opera di Michelangelo Aliprandi.
Il pittore Giulio Carpioni è invece l'artista della pala del terzo altare in cui è rappresentato San Mauro che risana gli ammalati mentre la realizzazione della lunetta venne affidata a Battista del Moro che affrescò un San Francesco che riceve le stimmate, non una delle sue opere più riuscite.

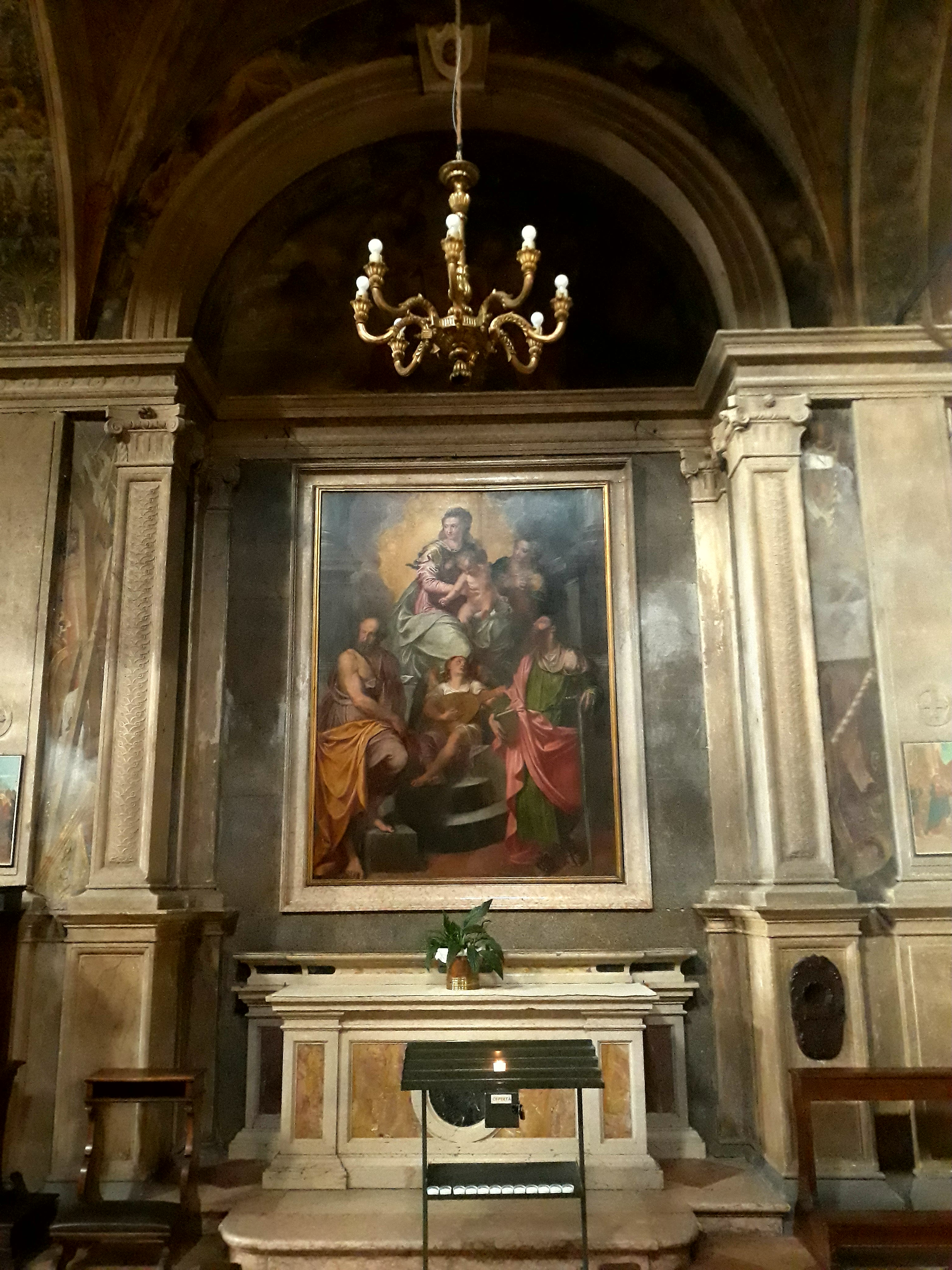
Quinto altare, pala di Domenico Brusasorzi, Beata Vergine col Bambino

Il quarto altare è abbellito da una pala, Cristo crocifisso, dipinta nel 1560 da Orlando Flacco, in cui spicca il sapiente utilizzo del chiaroscuro a sottolineare l'aspetto drammatico della scena. Di dubbia attribuzione il Cristo risorto dipinto nella lunetta in cui tradizionalmente si è indicata la mano di Francesco Torbido ma che più recentemente si è ipotizzato che sia anch'esso del Flacco.
Infine, la pala che adorna il quinto altare, raffigurante Beata Vergine col Bambino e i santi Pietro, Paolo e Margherita, è opera di gran pregio del pittore veronese Domenico Brusasorzi, collocabile tra il 1547 e il 1548. Interessante la composizione cromatica e in particolare il rosa cangiante utilizzato per la veste della Madonna e il colore sabbia per la tunica di San Pietro. Inizialmente il dipinto era collocato nella chiesa di Santa Maria del Paradiso e poi qui spostato nel 1810. Sempre del Brusasorzi è il dipinto della lunetta in cui rappresenta Cristo che consegna le chiavi a San Pietro, opera ad affresco profondamente influenzata dalla scuola veneziana e non classificabile tra le migliori realizzazioni di Domenico.

### Altari della navata di destra
Il primo altare della navata di destra appartenne, come si può notare dall'arma gentilizia rappresentata nel plinto dei pilastri laterali, alla famiglia nobiliare degli Orci. L'autore della pala La conversione di San Paolo, datata 1584, è il pittore Bernardino India, che per realizzarla ha tratto ispirazione del mantovano Giulio Romano. India realizzò anche il dipinto a olio e quasi monocromo (con toni biancastri e gialli chiaro), trasfigurazione di Cristo, per la lunetta, mentre le decorazioni dei sotto archi potrebbero essere attribuibili alla bottega di Paolo Farinati .

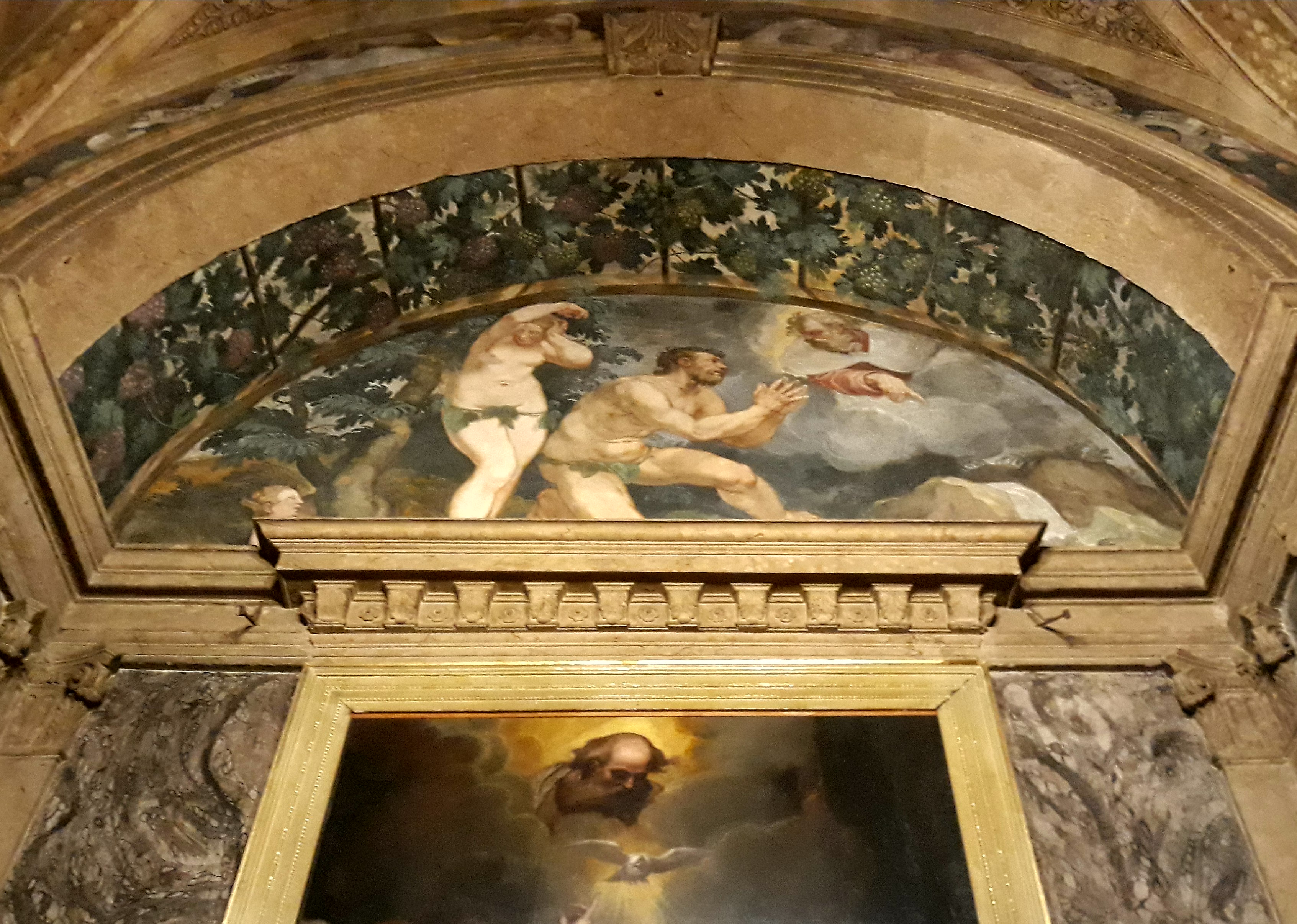
Lunetta con Adamo ed Eva cacciati dal Paradiso terrestre di Paolo Farinati, secondo altare di destra

Del Farinati è certamente la tela raffigurante un'Annunciazione collocata sul secondo altare che, oltre a firmarla, Paolo provvedette a datarla MDLVII. Sempre lo stesso artista scelse di rappresentare Adamo ed Eva cacciati dal Paradiso terrestre nella lunetta, considerato uno dei migliori lavori di Farinati e il cui disegno preparatorio è oggi conservato nelle collezioni reali del castello di Windsor.
Giovanni e Paolino Caliari sono, invece, gli autori della pala Sacro Cuore di Gesù in gloria e ai lati san Benedetto da Norcia e la beata Caterina da Raconigi per il terzo altare di destra che firmarono «PAOLO ET JOVANES CALIARI - V. PIN - MDCCCXXVI». La lunetta invece è opera di Battista del Moro, in cui rappresenta L'incontro di Cristo con le pie donne.

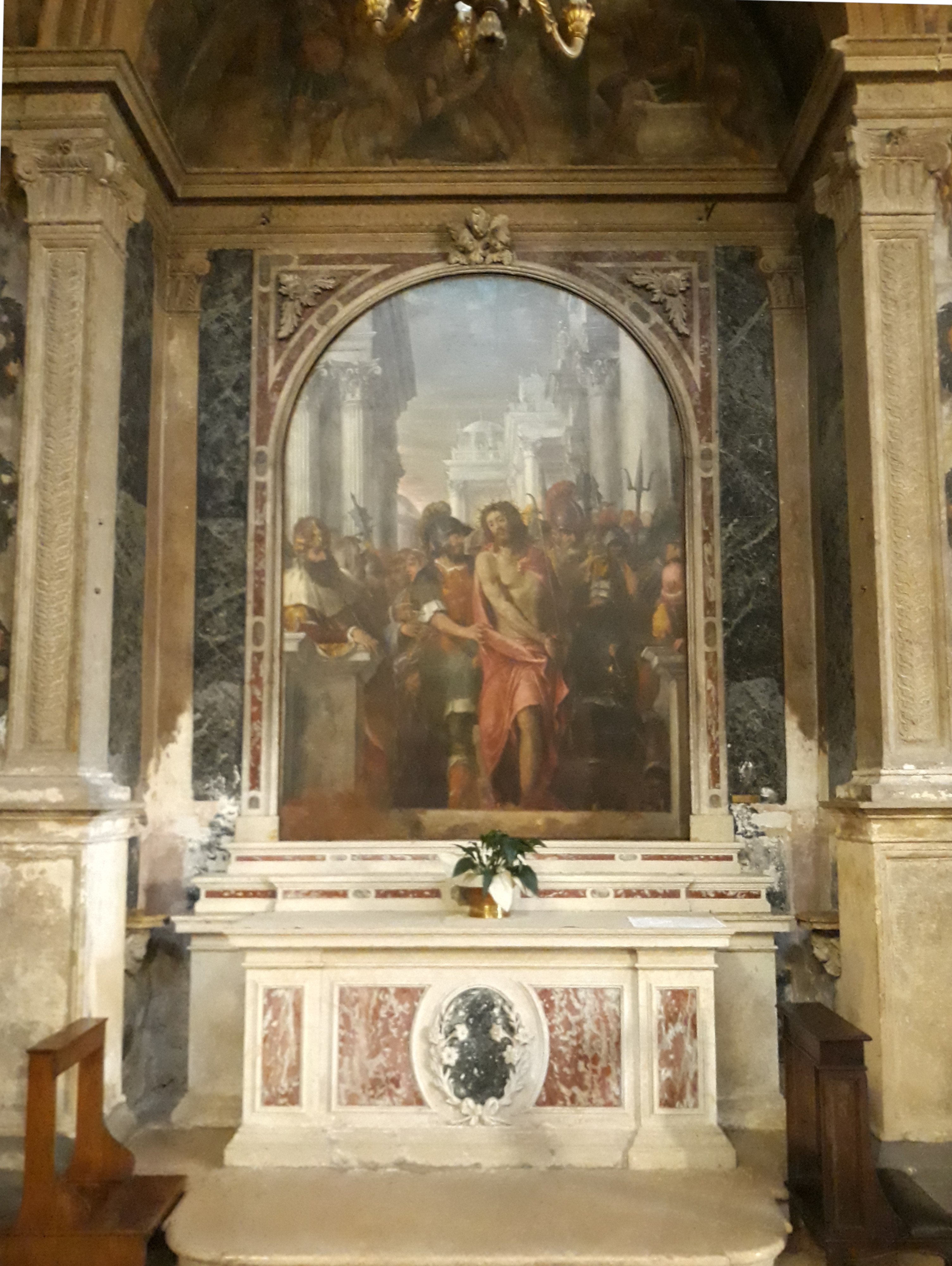
Quarto altare della navata di destra con la pala Ecce Homo del pittore Orlando Flacco

La manieristica pala del quarto altare è un Cristo presentato al popolo (o Ecce Homo), opera del pittore Orlando Flacco risalente al 1560, in cui gli elementi compositivi, come l'ambiente architettonico dello sfondo e le due figure dei soldati, denotano una chiara ispirazione allo stile di Paolo Veronese. Anche qui un giovane Battista del Moro è l'autore della lunetta santa tratta davanti ad un giudice realizzata nel 1632.
Sul quinto e ultimo altare è collocata la pala Sacra Famiglia in gloria, ai lati in basso i santi Antonio da Padova e Francesco realizzata da Giovanni Caliari verso la prima metà del XIX secolo. Il padre di Giovanni, Paolino Caliari, è invece il fautore della lunetta in cui è rappresentata La discesa dello Spirito Santo.

### Transetto

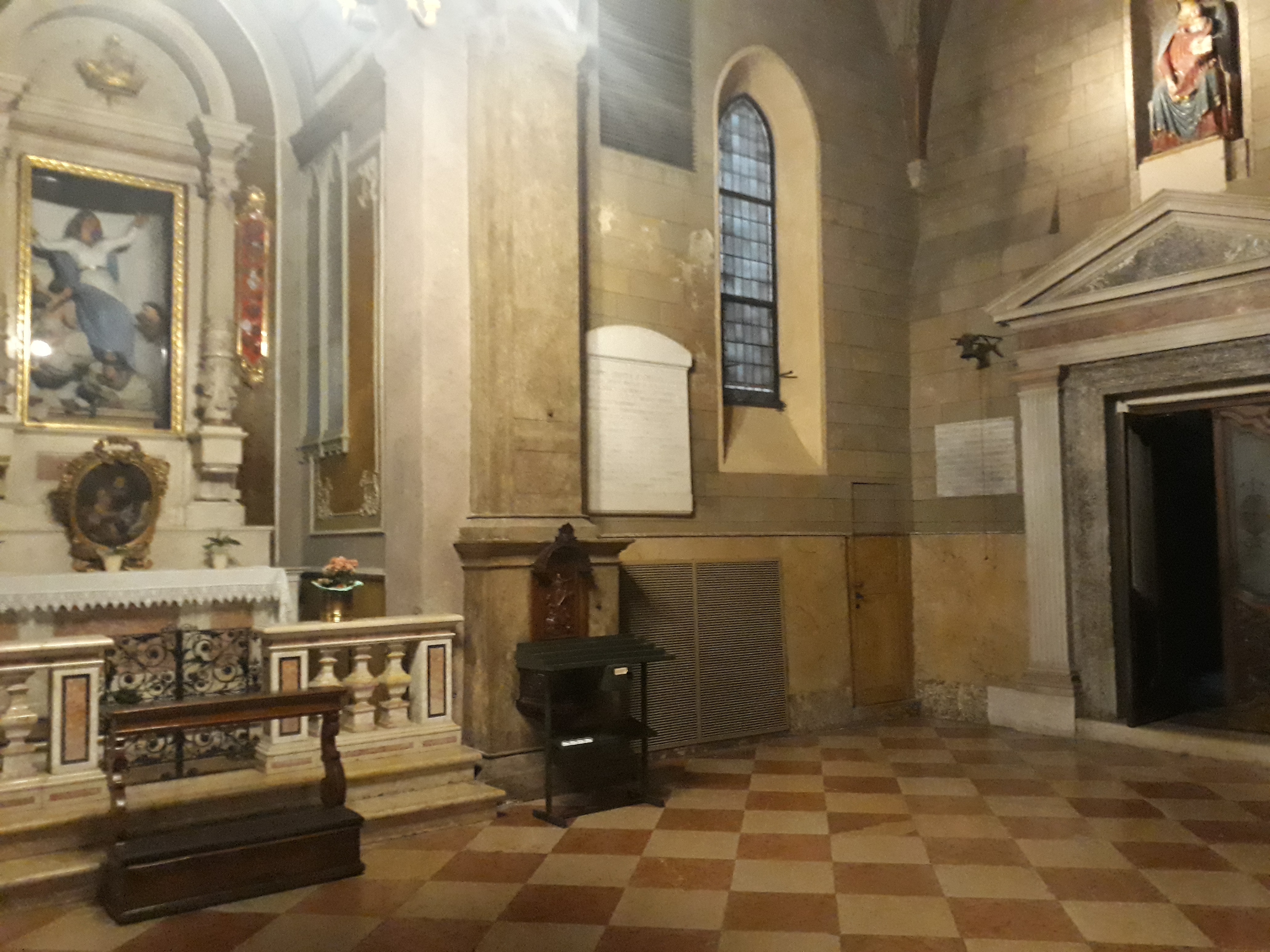
Transetto di destra, si noti la piccola cappella dedicata alla Vergine Assunta

Sul transetto di destra, posta davanti alla navata laterale, vi è una cappella realizzata da Ottavio Zanella nel 1805 su progetto di Leonardo Manzati e dedicata alla Vergine Assunta. Il soffitto con volte a botte è decorato da un affresco di autore ignoto e assai deteriorato. In fondo al braccio destro del transetto si apre la sagrestia; sullo stesso muro sono presenti alcune importanti lapidi. Una di esse, posta alla sinistra della porta che conduce alla sagrestia, ricorda la consacrazione della chiesa del 1484, mentre quella posta a destra attesta la traslazione delle reliquie dei Santi Biagio e Giuliana nella nuova cappella nel 1466. Sopra la porta vi è una statua policroma in terracotta collocata in una nicchia. Sulla parete di destra vi è la porta che conduce al chiostro e sopra di essa vi è posto, in una nicchia, il busto del poeta Girolamo Pompei. Sul lato destro si apre anche un piccolo locale che ospita la tomba dei Sacerdoti, sul pavimento vi è una lapide con l'iscrizione: «SACERDOTUM SODALITATI MDCCLXXIX».
Sul braccio sinistro del transetto, in corrispondenza della navata laterale, vi è la Cappella del Sacro Corpo di Cristo (o Cappella del Santissimo). Realizzata nel 1722, presenta una cupola con decorazione a cassettoni. Originariamente sopra l'altare barocco era presente una pala raffigurante Cristo che comunica gli apostoli di Antonio Balestra, ora spostata nella vicina cappella dei Gaio; al suo posto trova oggi collocazione una statua della Beata Vergine di Lourdes. Alle pareti si trovano due tele del pittore settecentesco Felice Boscaratti: a destra Il sogno di Elia, a sinistra Il sacrificio di Melchisedech. Il braccio del transetto termina, infine, con la cappella di San Biagio.

### Presbiterio, coro e abside

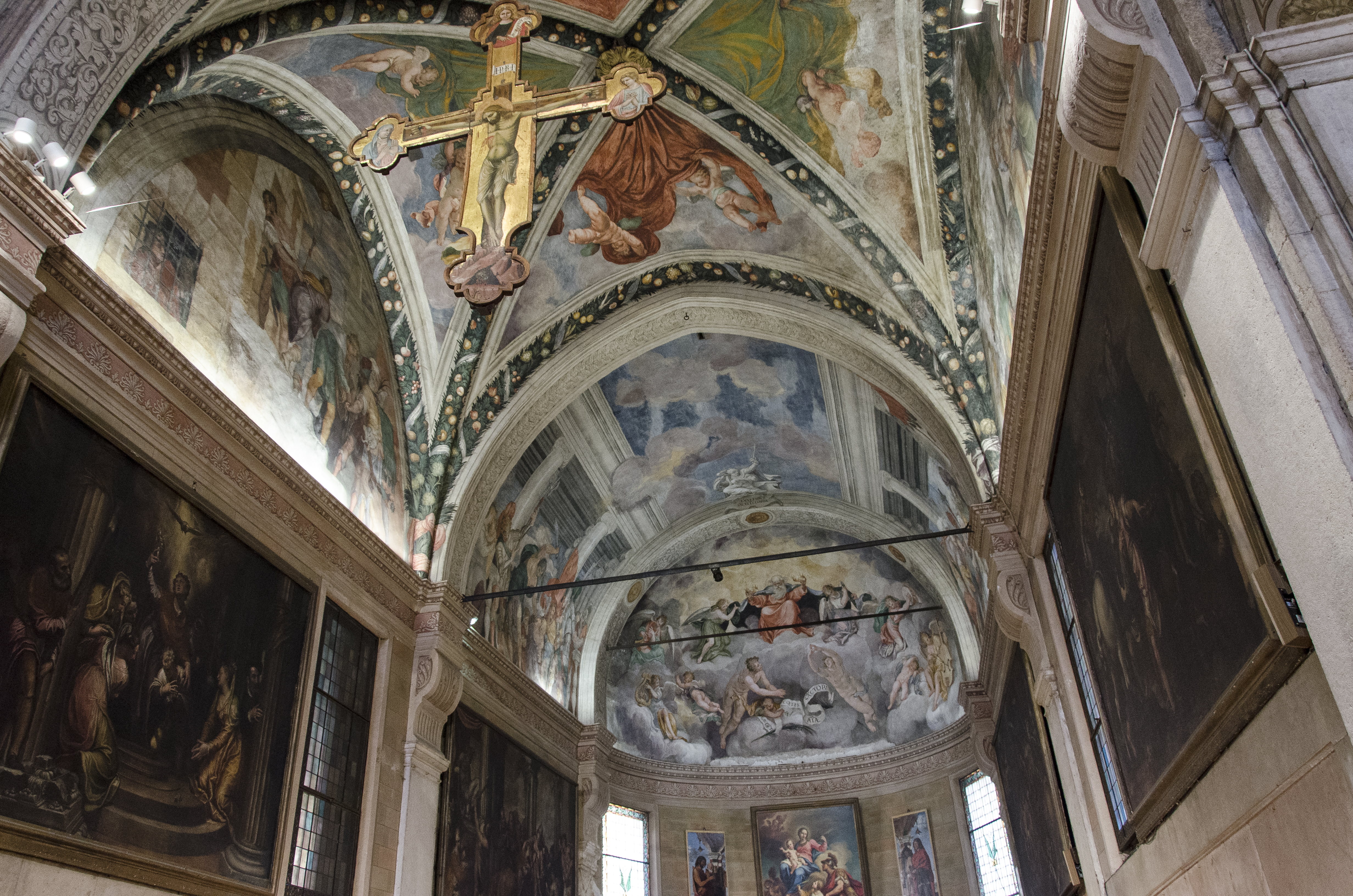
Presbiterio della chiesa. La volta e il catino absidale vennero affrescati da Paolo Farinati, sue anche le tele ai lati del coro

Di gusto rinascimentale, il presbiterio della chiesa dei Santi Nazaro e Celso è sormontato da un soffitto realizzato con volta e decorato da affreschi di Paolo Farinati che realizzò anche i quadri qui collocati. Alla sinistra vi è Il battesimo di san Nazaro impartito da san Lino in cui Farinati realizzò il suo autoritratto e quello di Paolo Veronese nei volti delle due uomini appoggiati alle colonne. Sopra di esso la lunetta rappresenta I santi Nazaro e Celso condotti in carcere. Sempre Paolo è l'autore della tela appesa sulla parete di destra, viaggio di San Nazaro da Roma a Milano, sovrastata dalla lunetta I santi Nazaro e Celso illuminati dallo Spirito Santo fanno precipitare infranti gli idoli. Entrambe le opere presentano uno stile spiccatamente manieristico che tradisce alcune forzature negli atteggiamenti dei personaggi. Al centro del presbiterio vi è appeso un grande Crocifisso dipinto a tempera su tavola con un fondo oro.
Il coro ha un soffitto che nella prima parte è a volta a botte mentre nell'abside è a catino. Quest'ultimo venne affrescato da Farinati, così come le tele poste alla sinistra e alla destra del coro, la prima raffigura I santi Nazaro e Celso condotti davanti all'imperatore per sacrificare agli idoli (firmato e datato «PAVLVS - FARINATI - F - MDLXXI»), la seconda Il miracoloso salvataggio dei santi Nazaro e Celso gettati in mare. Paolo Farinati è anche l'autore dell'incoronazione dei Santi Martiri Nazaro e Celso che decora il catino absidale. Sempre sull'abside, al centro vi è collocata la tela La Vergine col Figlio in gloria ai piedi i santi Nazaro e Celso di incerta attribuzione anche se sono stati proposti diversi nomi. Nel pannello di sinistra sono raffigurati I santi Giovanni Battista e Benedetto mentre su quello di destra I santi Nazaro e Celso.

### Cappella di San Biagio

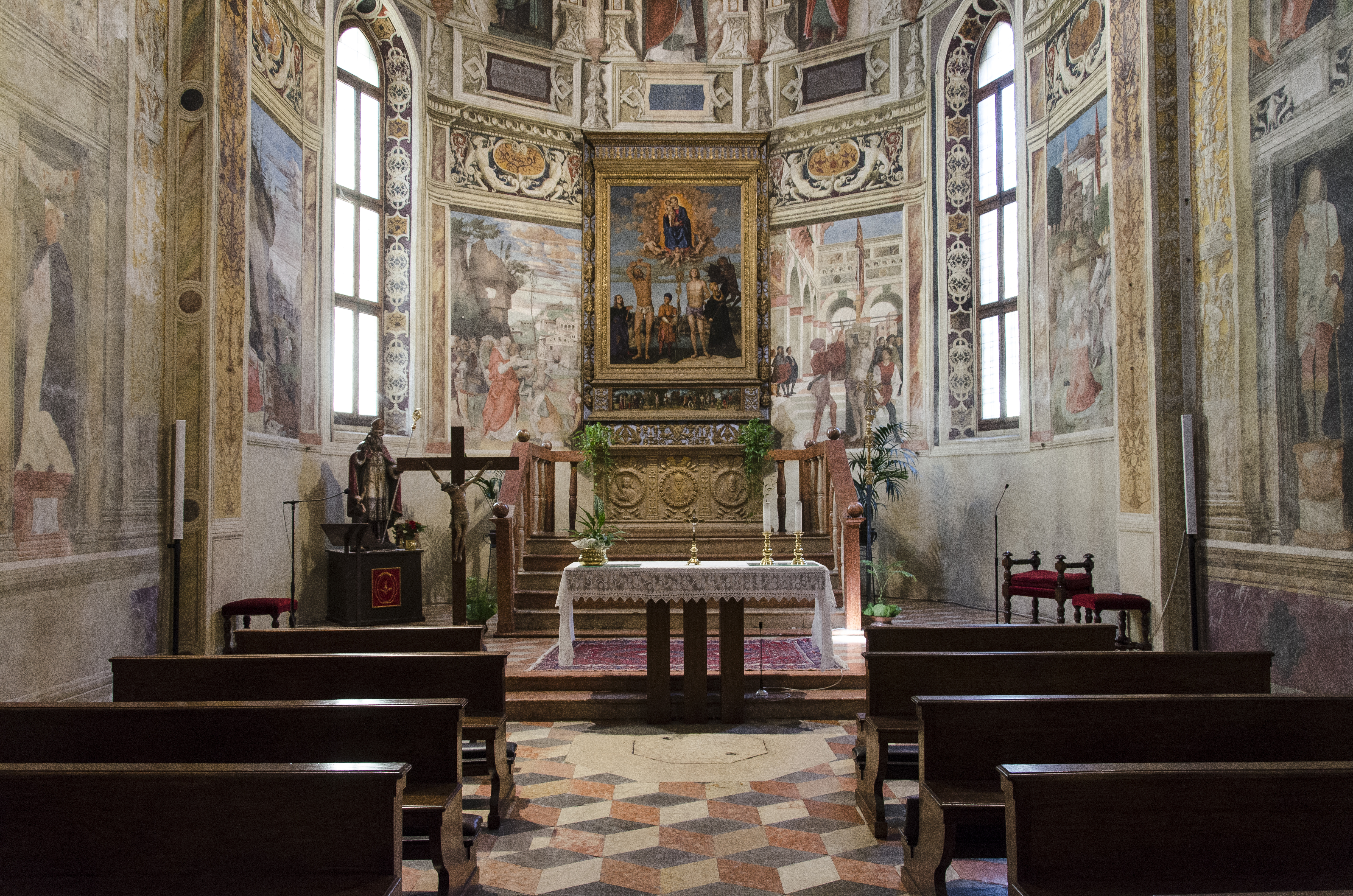
La Cappella di San Biagio, in fondo nell'abside si scorge il trittico di Francesco Bonsignori

Al termine del braccio sinistro del transetto si apre la cappella di San Biagio, considerata l'opera di maggior pregio della chiesa. I lavori per la sua edificazione, voluta per ospitare le reliquie di san Biagio e santa Giuliana, iniziarono nel 1488 su progetto di Beltrame di Valsolda, a cui venne commissionata anche la direzione del cantiere. Tuttavia a Beltrame venne affiancato il giovane pittore Giovanni Maria Falconetto al quale i più riconoscono la vera paternità dell'opera relegando il primo al ruolo, comunque non marginale, di esecutore. I lavori per la cappella furono possibili grazie all'impegno economico della Compagnia di san Biagio, una congregazione sorta proprio a sostegno del cantiere, che fece realizzare nel pavimento quattro sepolture per i propri membri. Altri finanziamenti arrivarono dai committenti delle due edicole sepolcrali poste a destra e a sinistra. La prima funzione religiosa nella nuova cappella si tenne il 30 luglio del 1491 mentre la solenne traslazione della reliquia del santo avvenne in occasione della Pasqua del 1508. Tuttavia i lavori non erano ancora finiti ma si protrassero per altri 20 anni, giungendo a conclusione solo nel 1528. Infine, il 31 gennaio 1529, Gian Pietro Carafa, il futuro papa Paolo IV, poté consacrare la cappella. Negli anni successivi si ultimarono dei lavori di pavimentazione, eseguiti da maestranze alle dipendenze di Pietro e Gabriele Caliari, rispettivamente nonno e padre del celebre pittore Paolo Veronese.

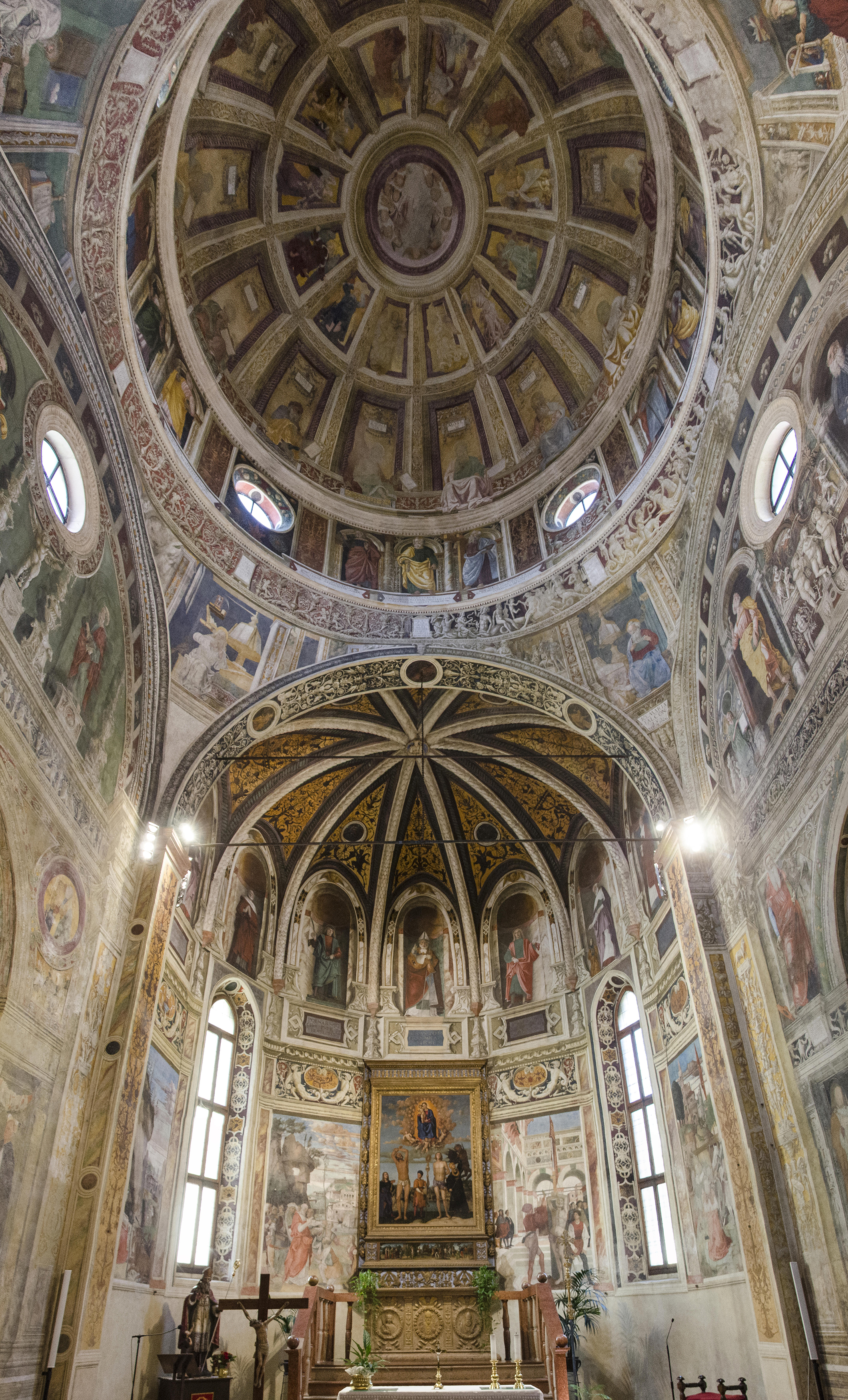
Il catino dell'abside della cappella e la cupola sormontante il tamburo

L'architettura della cappella si compone, essenzialmente, di tre volumi sovrapposti: un cubo con lati di 8,2 metri alla base, un tamburo ottagonale e una cupola. Nelle pareti laterali sono aperte due nicchie nelle quali sono state ricavate delle piccole cappelle; l'abside poligonale è provvista di volta a costoloni di gusto gotico.
Tutte le superfici interne della cappella sono decorate ad affresco dallo stesso Falconetto, che vi lavorò tra il 1497 e 1499. L'artista dipinse molteplici figure di santi, profeti e angeli, non mancando di inserirli in precisi e dettagliati elementi architettonici, sempre dipinti. Nell'impresa venne aiutato da alcuni allievi della sua bottega, come un certo Zuan Giacomo che realizzò un'Adorazione dei Magi per il catino dell'abside della cappella di sinistra. Di pregevole fattura i San Rocco e San Sebastiano sulla parete di destra in basso. La facciata interna dell'arco di ingresso nella cappella venne dipinta, invece, dal Cavazzola nel 1514 con un'Annunciazione e ai lati San Biagio e San Zeno. Nella cappella di destra si trovano anche delle tele di Jacopo Palma il Giovane, mentre in quella di sinistra è collocato un trittico di Girolamo Mocetto.
L'abside della cappella è di forma poligonale ed è innalzata di due gradini. Gli affreschi del catino absidale sono opera di Domenico Morone che divide lo spazio in sette spicchi al cui interno rappresenta altrettante figure di santi e martiri. Al centro vi è la pala d'altare Madonna in gloria e i santi Giuliana e Biagio, commissionata il 20 luglio 1514 al pittore Francesco Bonsignori. Questa è inserita in una pregevole cornice realizzata da un certo Piero nel 1526 e successivamente decorata da Callisto e Girolamo dai Libri, con quest'ultimo che realizzò anche la predella, raffigurando Un miracolo di San Biagio, Il martirio di San Sebastiano e La decapitazione di santa Giuliana.

### Sagrestia

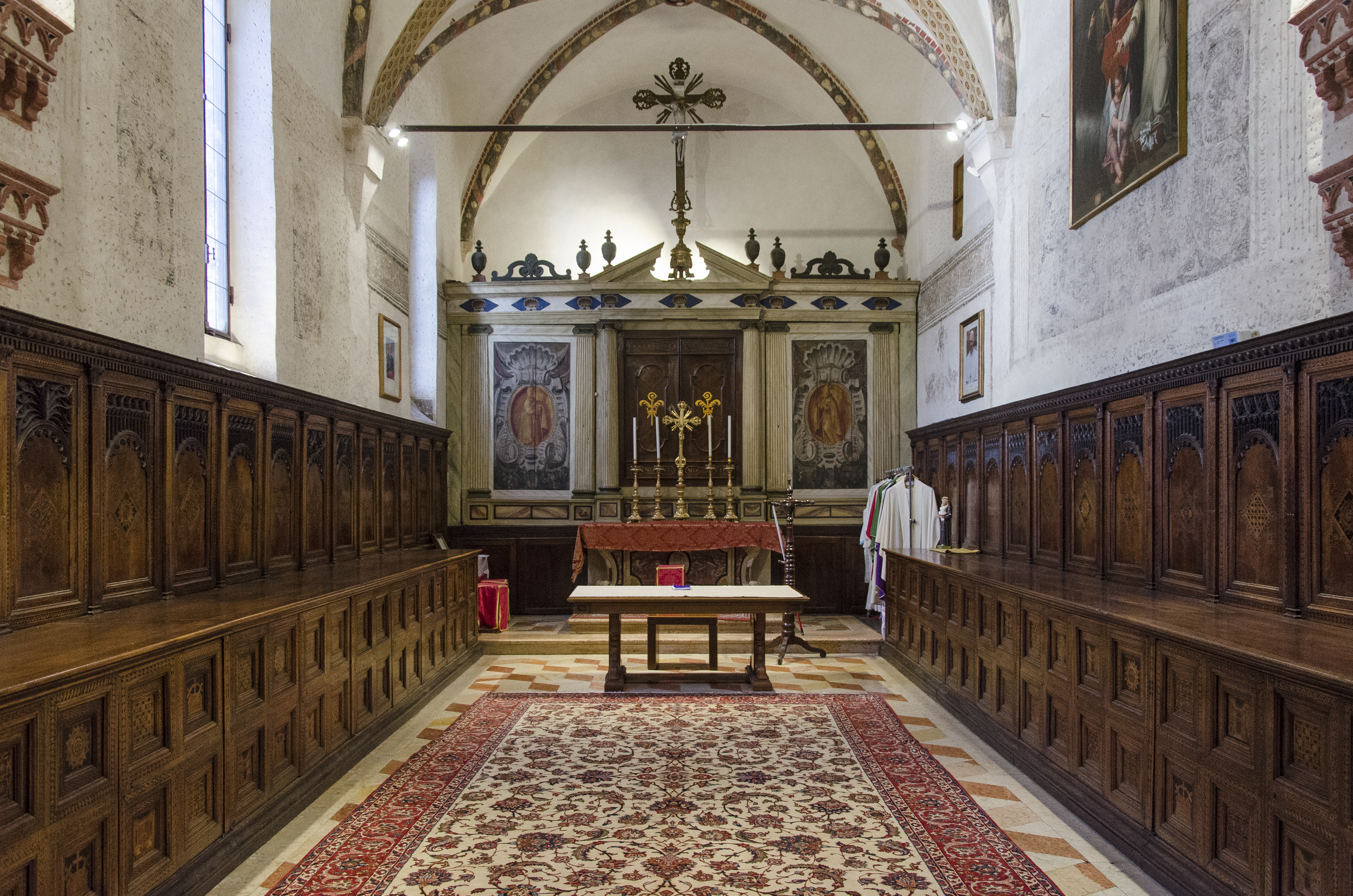
La sagrestia della chiesa

Al termine del braccio destro del transetto vi è la porta tramite la quale si accede alla sagrestia. Il suo spazio è suddiviso in tre campate con volta a vela con piedritti decorati multipli e pensili. Il locale è adornato da un complesso di elementi in legno formato da panconi, spalliere e cassettoni realizzati intorno alla fine del XV secolo da ignoto. Il mobile più interessante è il grande armadio posto in fondo alla sagrestia, che adorna l'altare della vestizione e in cui sono incise due scritte: «RELIQVIAE SANCTORVM e ANNO DNI . MDCCLXVIII».
Nella sagrestia sono inoltre presenti alcune tele: Bartolomeo Montagna dipinse il polittico con I santi Giuliano e Biagio e Cristo nel sepolcro; Felice Brusasorzi è l'autore di La Beata Vergine col Figlio in gloria, ai lati in basso i santi Pietro, Paolo, Agostino e Benedetto appesa sopra la porta di ingresso; sulla parete di destra è appeso un San Benedetto genuflesso in adorazione della Vergine firmata da Simone Brentana e datata 1723; di anonimo, anche se è stata proposta una possibile attribuzione a Francesco Benaglio, è invece l'olio su tavola raffigurante La Pietà con ai lati San Benedetto ed altro santo.

### Esplicative
1. ↑  Questi benefici riguardavano diversi beni a Lavagno, Mezzane, Illasi e Garda. In particolare, nel 1037, il vescovo Giovanni con un diploma donò alcuni fondi presso Coriano, Rivalta, Vighizzolo e Gazzo: «Ego Joannes quamvis indignus divina tamen disponente gratia episcopali… et per hanc meam concessionem ibidem disposui confirmari, videlicet Corlianum cum omni iure, Rivalta, Graziolo, villa Vigizolo seu vinei vel terris dominibus quoque tam infra civitatem positis... anno dominacae incarnationis millesimo trigesimo septimo. Indicione quinta». In Biancolini, 1723, Libro I, p. 263 e in Dal Forno, 1982, p. 21.
2. ↑  Di seguito il testo dell'iscrizione: «CAPXH // III. ID . OCTOBRIS // MCCCCLXIIII // .DISCE . VTRVNQVE .SIMVL . GRAE // CO. SVB . GRAMATE . TEMPVS . // . ID . MIHI . PRINCIPVM .FINIS . // ET . ILLE . FVIT . // TEVOS // VIII. ID. APRILIS // MCCCCLXVI».
3. ↑  Sul bordo delle campane è impressa la seguente scritta: «PIETRO – PADRE – FRANCESCO E LUIGI – FIGLI – CAVADINI – FONDITORI – VERONA». In Dal Forno, 1982, p. 40.
4. ↑  Sul retro vi è infatti scritto: «Ab. Ant. Bajlo Veron. hoc opus factum est die jovis penultimo octobris MDXLIII». In Dal Forno, 1982, p. 57.
5. ↑  Alla base vi è la scritta: «HIERONYMO FANCISCI .F. // POMPEJO // ORATORI . PHILOLOGO . POETAE . // HOMINI . OPTIMO. // PUBLICE. // AN. MDCCLXXXXI». In Dal Forno, 1982, p. 68.
6. ↑  Tra i vari possibili autori proposti: Gian Battista Burato (1731-1787) e Michelangelo Prunati (1690-1756 e figlio di Sante Prunati). In Dal Forno, 1982, p. 67.
7. ↑  «Piero intagiador che sta sul Corso». In Dal Forno, 1982, p. 92.

### Bibliografiche
1. 1 2 3  Dal Forno, 1982, p. 20.
2. ↑  Viviani, 2004, p. 226.
3. 1 2  Dal Forno, 1982, p. 19.
4. 1 2  Tessari, 1958, p. 5.
5. ↑  Biancolini, 1723, libro IV, p. 711; libro V, p. 55.
6. ↑  Tessari, 1958, p. 6.
7. ↑  Viviani, 2004, pp. 226-227.
8. 1 2 3  Viviani, 2004, p. 227.
9. 1 2 3  Dal Forno, 1982, p. 21.
10. 1 2 3  Dal Forno, 1982, p. 22.
11. 1 2 3 4 5 6 7 8  Viviani, 2004, p. 228.
12. ↑  Tessari, 1958, p. 10.
13. ↑  Dal Forno, 1982, pp. 22-23.
14. 1 2  Dal Forno, 1982, p. 23.
15. ↑  Tessari, 1958, p. 11.
16. ↑  Dal Forno, 1982, pp. 23-24.
17. ↑  Tessari, 1958, p. 13.
18. 1 2  Tessari, 1958, p. 15.
19. ↑  Tessari, 1958, pp. 14-15.
20. 1 2 3  Dal Forno, 1982, p. 24.
21. ↑  Tessari, 1958, pp. 15-16.
22. 1 2  Tessari, 1958, p. 16.
23. ↑  Dal Forno, 1982, pp. 24-25.
24. 1 2  Dal Forno, 1982, p. 25.
25. ↑  Tessari, 1958, p. 17.
26. ↑  Tessari, 1958, p. 18.
27. ↑  Dal Forno, 1982, pp. 25-26.
28. ↑  Dal Forno, 1982, p. 26.
29. ↑  Tessari, 1958, p. 19.
30. 1 2  Dal Forno, 1982, p. 39.
31. ↑  Dal Forno, 1982, pp. 39-40.
32. 1 2 3  Dal Forno, 1982, p. 40.
33. ↑  Dal Forno, 1982, p. 41.
34. ↑  Dal Forno, 1982, pp. 40-41.
35. ↑  Tessari, 1958, p. 25.
36. ↑  Dal Forno, 1982, p. 53.
37. ↑  Tessari, 1958, p. 2.
38. 1 2 3  Tessari, 1958, p. 42.
39. ↑  Dal Forno, 1982, p. 70.
40. ↑  Dal Forno, 1982, p. 69.
41. ↑  Tessari, 1958, pp. 27-28.
42. ↑  Dal Forno, 1982, p. 56.
43. ↑  Tessari, 1958, p. 27.
44. ↑  Dal Forno, 1982, p. 57.
45. ↑  Tessari, 1958, p. 28.
46. ↑  Dal Forno, 1982, p. 58.
47. 1 2  Tessari, 1958, p. 29.
48. ↑  Dal Forno, 1982, pp. 58-59.
49. ↑  Tessari, 1958, p. 30.
50. ↑  Tessari, 1958, pp. 30-31.
51. ↑  Dal Forno, 1982, p. 60.
52. ↑  Tessari, 1958, p. 31.
53. ↑  Tessari, 1958, p. 41.
54. ↑  Dal Forno, 1982, p. 61.
55. ↑  Dal Forno, 1982, p. 62.
56. ↑  Tessari, 1958, pp. 40-41.
57. ↑  Dal Forno, 1982, p. 63.
58. ↑  Dal Forno, 1982, p. 64.
59. ↑  Tessari, 1958, p. 40.
60. 1 2  Tessari, 1958, p. 39.
61. 1 2  Dal Forno, 1982, p. 65.
62. ↑  Dal Forno, 1982, pp. 68-69.
63. ↑  Dal Forno, 1982, p. 68.
64. ↑  Tessari, 1958, pp. 31-32.
65. ↑  Dal Forno, 1982, pp. 65-66.
66. ↑  Dal Forno, 1982, pp. 66-67.
67. ↑  Tessari, 1958, p. 43.
68. ↑  Tessari, 1958, pp. 43-44.
69. ↑  Tessari, 1958, p. 44.
70. ↑  Dal Forno, 1982, pp. 90-91.
71. ↑  Tessari, 1958, pp. 45-46.
72. 1 2  Tessari, 1958, p. 46.
73. ↑  Dal Forno, 1982, p. 72.
74. ↑  Dal Forno, 1982, p. 90.
75. ↑  Tessari, 1958, p. 48.
76. 1 2  Tessari, 1958, p. 50.
77. ↑  Tessari, 1958, pp. 49-50.
78. ↑  Tessari, 1958, pp. 56-57.
79. ↑  Tessari, 1958, p. 54.
80. ↑  Tessari, 1958, p. 55.
81. ↑  Dal Forno, 1982, pp. 91-92.
82. ↑  Dal Forno, 1982, p. 92.
83. ↑  Tessari, 1958, p. 37.
84. ↑  Dal Forno, 1982, p. 145.
85. ↑  Tessari, 1958, pp. 38-39.
86. ↑  Dal Forno, 1982, p. 146.